# Struga
Struga (mazedonisch und albanisch definit; [ˈstruɡa] ⓘ; kyrillisch Струга; albanisch indefinit Strugë [ˈstruɡ(ə)]) ist eine am Ausfluss des Schwarzen Drins aus dem Ohridsee gelegene Kleinstadt mit 15.009 Einwohnern im Südwesten Nordmazedoniens und eines der beliebtesten Touristenziele des Landes.
Sie ist Amtssitz der nach ihr benannten Gemeinde, zu der noch 50 weitere Ortschaften gehören.
Weltweit renommiert sind die seit 1962 ausgetragenen Abende der Poesie, welche zu den ältesten und größten Poesiefestivals gehören und an denen schon Pablo Neruda, Allen Ginsberg und Mahmud Darwisch ausgezeichnet wurden. Struga wird deswegen „Welthauptstadt der Poesie“ genannt.
In der ethnisch, sprachlich und religiös sehr diversen Stadt und deren Umland liegen zahlreiche historische Kulturdenkmäler: So wie die Via Egnatia, welche in der Antike durch den Ort verlief. Auch gibt es zahlreiche Naturdenkmäler. Struga liegt innerhalb des UNESCO-Welterbes Natur- und Kulturerbe der Ohrid-Region. Als Wahrzeichen der Stadt gelten insbesondere die heute insgesamt sieben Brücken über den Schwarzen Drin; die byzantinische Kaisertochter und Geschichtsschreiberin Anna Komnena (1083–1154) nannte Struga „Stadt der 100 Brücken“.

## Geographie

### Physische Geographie

#### Lage und Gewässer

Lage des Stadtgebiets (türkis hervorgehoben) innerhalb der Gemeinde (mazedonisch-kyrillische Karte)

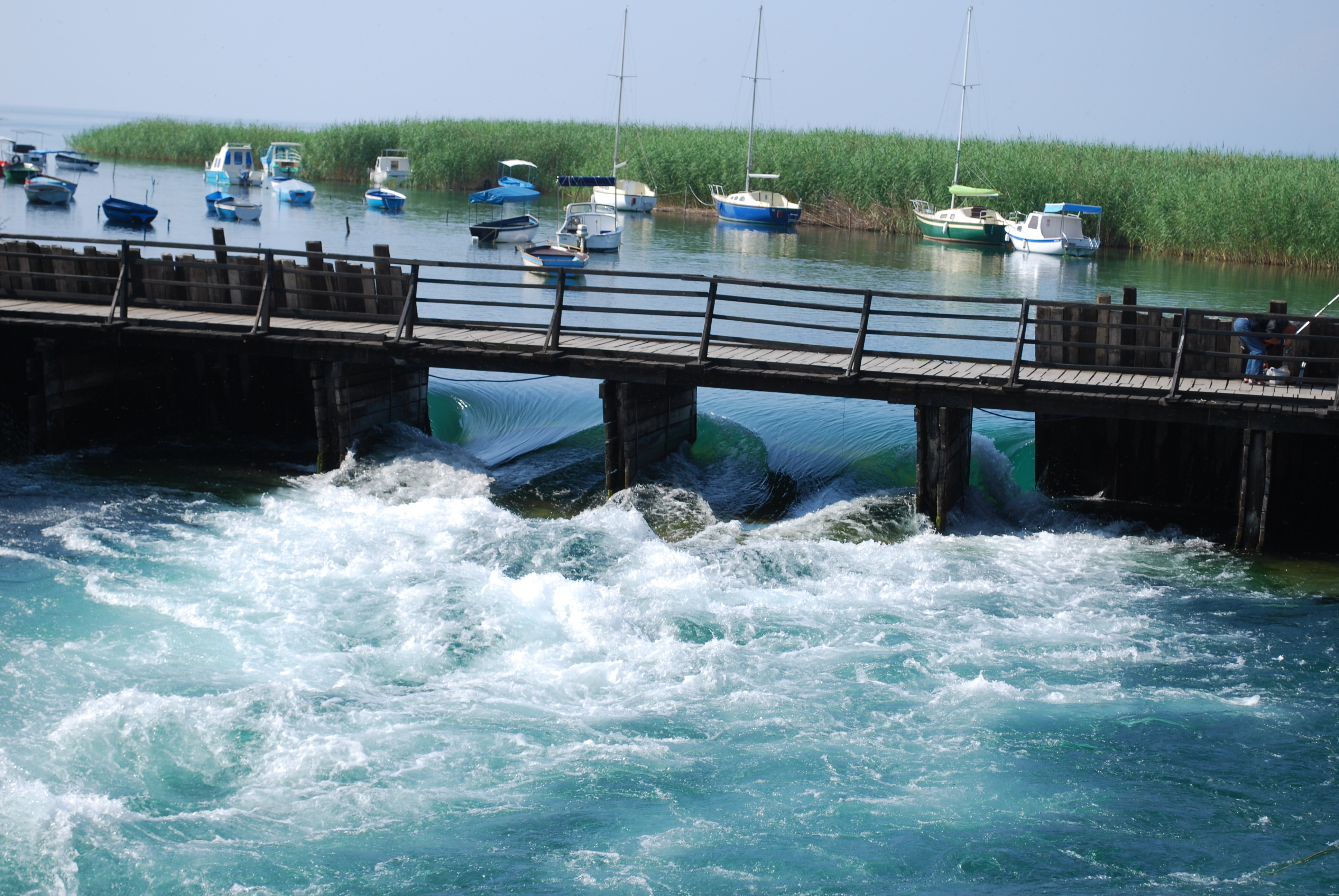
Blick auf das Nadelwehr am Ausfluss des Schwarzen Drins aus dem Ohridsee, im Hintergrund ein bis zu vier Meter hoher Schilfrohrgürtel mit Fischerbooten und Motor- sowie Segelyachten davor (2009)

Struga befindet sich im äußersten Südwesten der Republik Nordmazedonien. Es ist die letzte Stadt auf der Nationalstraße 4, welche die Hauptstadt Skopje mit dem Grenzübergang Qafë Thana zu Albanien verbindet. Jener ist vom Stadtzentrum rund 13 Kilometer entfernt.
Die Kleinstadt liegt überdies am nördlichen Ufer des Ohridsees, genau am Ausfluss des Schwarzen Drins, womit das Stadtgebiet in eine westliche (etwas größere) und in eine östliche (etwas kleinere) Hälfte geteilt wird. Sie ist nach Ohrid und Pogradec (Albanien) die kleinste der drei Uferstädte. Jene sind rund 15 und 40 Kilometer entfernt. Mit Ausnahme von den Be- und Entwässerungskanälen auf den Feldern rund um die Stadt ist das einzige weitere, nennenswerte Gewässer ein aus dem Hauptstrom des Schwarzen Drins fließender Nebenarm im nördlichen Stadtgebiet, der nach knapp einem Kilometer nördlich der Stadt schon wieder in den Hauptarm mündet.
Nachbarortschaften von Struga sind (im Uhrzeigersinn drehend im Südwesten beginnend): Kališta/Kalisht, Radolišta/Ladorisht, Šum/Shum, Zagračani/Zagraçan, Dolna Belica/Belica e Poshtme, Vraništa/Vranisht, Moroišta/Morovisht und Misleševo/Misllesheva. Der Ort Teferič/Teferiç gehört indes zum Struganer Stadtgebiet.

#### Geomorphologie
Wie viele andere nordmazedonische Städte befindet sich Struga in einem Talkessel; diese „Struga-Ebene“ (maz. Струшко Поле Struško Pole; alb. definit Lugina e Strugës, indefinit Luginë e Strugës) ist Teil des Ohrid-Struga-Beckens, zu dem noch weitere Teilebenen gehören. Westlich der Stadt erhebt sich der Bergzug der Jablanica, im Norden befindet sich das Karaorman-Gebirge und im Osten wird die Struga-Ebene durch einen Hügelzug von der Ohrid-Ebene getrennt.

#### Flora und Fauna
In der Nähe des Stadtgebiets gibt es so gut wie keine Wälder, wie dies wegen der landwirtschaftlichen Nutzung in der ganzen Ebene der Fall ist. Am ganzen städtischen Seeufer wachsen Schilfrohre, nur im Osten gibt es größere freie Kieselstrände.
Wie in der ganzen Region wird die Landschaft von Zypressen, Walnuss- und Feigenbäumen, Pappeln sowie Mazedonischen Eichen geprägt.
In vielen Städten Nordmazedoniens gehören neben Rotfüchsen und Eichhörnchen ebenso Straßenkatzen und Straßenhunde zum Stadtbild, Letztere überwiegen jedoch bei weitem. Ein am westlichen Stadtrand gelegener Freiwilligenverein kümmert sich teilweise um sie. Mit Stand 2021 hat der Staat jedoch noch keine offizielle Auffangstation aufgebaut – trotz langjähriger Forderungen von Tierschutzvereinen. An Feldrändern sind Europäische Sumpfschildkröten anzutreffen.

#### Klima
In Struga herrscht wie in der ganzen Region kontinentales Klima, sodass es im Sommer oft sehr warm wird und kaum Niederschlag fällt, während es im Winter oft sehr kalt wird und viel Niederschlag fällt. Wald- und Buschbrände kommen im Sommer wegen Trockenheit häufig vor.
|                        | Jan   | Feb   | Mär  | Apr  | Mai  | Jun  | Jul  | Aug  | Sep  | Okt  | Nov  | Dez   |   |       |
| Mittl. Temperatur (°C) | 2     | 3     | 6    | 10   | 14   | 18   | 21   | 21   | 17   | 12   | 7    | 3     | ⌀ | 11,2  |
| Mittl. Tagesmax. (°C)  | 6     | 7     | 11   | 15   | 20   | 24   | 27   | 27   | 23   | 17   | 11   | 7     | ⌀ | 16,3  |
| Mittl. Tagesmin. (°C)  | −2    | −1    | 1    | 5    | 9    | 12   | 14   | 14   | 11   | 7    | 3    | −1    | ⌀ | 6     |
|                        |       |       |      |      |      |      |      |      |      |      |      |       |   |       |
| Niederschlag (mm)      | 105,8 | 108,6 | 66,7 | 55,6 | 39,3 | 29,6 | 20,2 | 24,7 | 50,8 | 68,1 | 97,6 | 119,6 | Σ | 786,6 |
|                        |       |       |      |      |      |      |      |      |      |      |      |       |   |       |
| Sonnenstunden (h/d)    | 9,6   | 10,7  | 12   | 13,4 | 14,5 | 15,1 | 14,8 | 13,7 | 12,4 | 11,1 | 9,9  | 9,3   | ⌀ | 12,2  |
|                        |       |       |      |      |      |      |      |      |      |      |      |       |   |       |
| Regentage (d)          | 5,4   | 5,2   | 6,5  | 8,3  | 7,8  | 5,6  | 3,9  | 4,4  | 6,2  | 7,6  | 8,2  | 7,3   | Σ | 76,4  |
|                        |       |       |      |      |      |      |      |      |      |      |      |       |   |       |
| Wassertemperatur (°C)  | 4,1   | 5,2   | 6,5  | 10,4 | 15,1 | 19,2 | 22,7 | 23,6 | 19,7 | 14,7 | 10,5 | 5,8   | ⌀ | 13,2  |
|                        |       |       |      |      |      |      |      |      |      |      |      |       |   |       |
| Luftfeuchtigkeit (%)   | 86    | 81    | 77   | 76   | 77   | 68   | 65   | 64   | 73   | 80   | 86   | 87    | ⌀ | 76,6  |

| −2 |

| −1 |

| 1 |

| 5 |

| 9 |

| 12 |

| 14 |

| 14 |

| 11 |

| 7 |

| 3 |

| −1 |

| −2 |

| −1 |

| 1 |

| 5 |

| 9 |

| 12 |

| 14 |

| 14 |

| 11 |

| 7 |

| 3 |

| −1 |

### Demografie

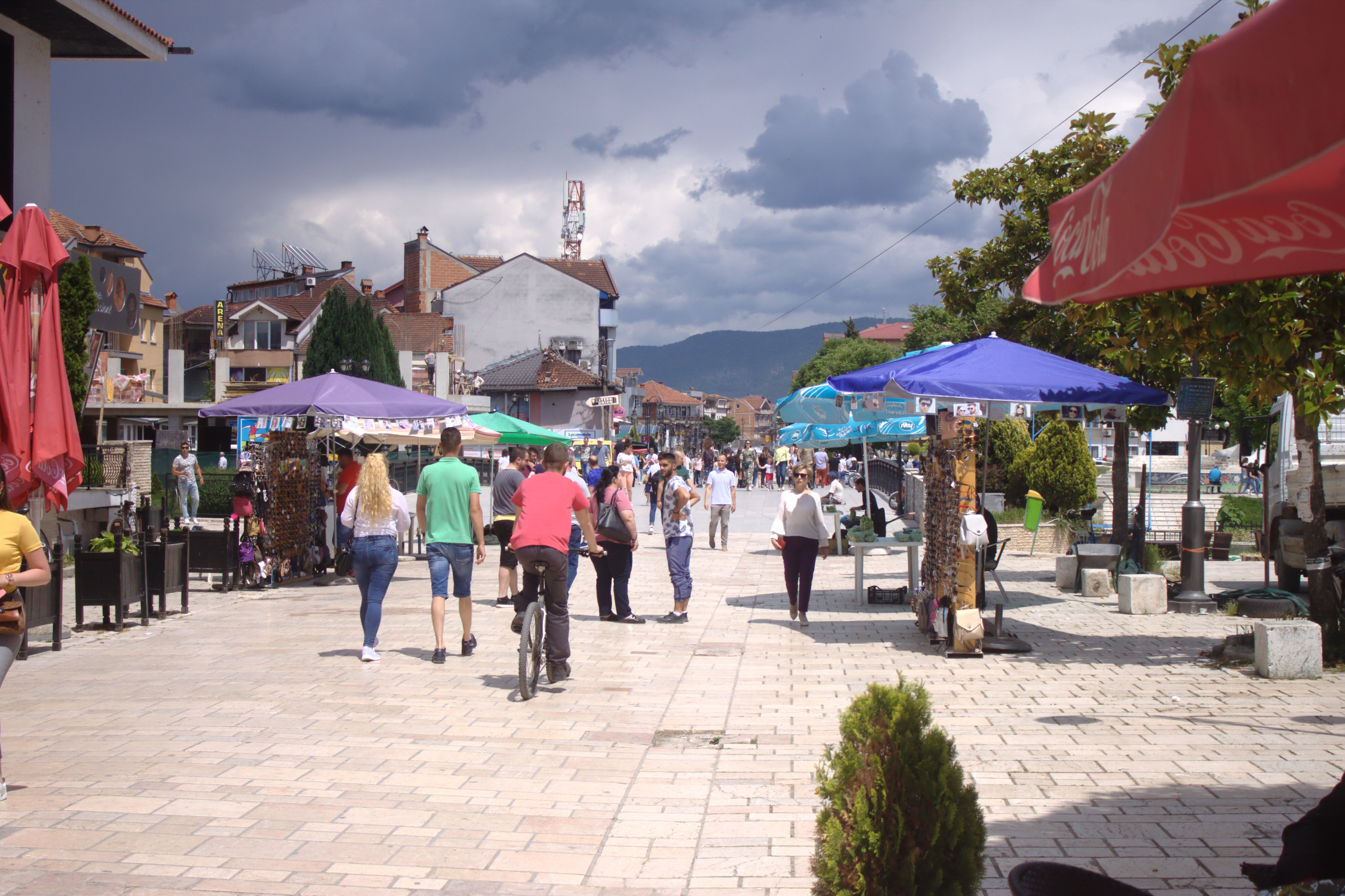
Flaniermeile (maz. und alb. Korzo) auf der auch heute noch so benannten Straße Maršal Tito (2019)

Laut der Volkszählung von 2021 hatte Struga 15.009 Einwohner in 4.635 Haushalten und zählte somit zu den kleineren Städten Nordmazedoniens. 3.038 Einwohner waren zwischen 0- und 19-jährig, 4.091 Einwohner zwischen 20- und 39-jährig, 5.257 Einwohner zwischen 40- und 64-jährig und 2.623 Einwohner waren über 65-jährig, zu den über 85-Jährigen zählten 156 Stadtbewohner.

#### Ethnien
Zu ihrer ethnischen Zugehörigkeit bezeichneten sich 6.517 als Mazedonier, 4.903 als Albaner, 810 als Türken, 431 als Aromunen, 141 als Roma, 49 als Serben und 23 als Bosniaken. 574 Personen gaben eine andere Ethnie an, darunter vor allem viele Balkan-Ägypter. 1.561 Personen deklarierten ihre Ethnizität nicht oder jene ist unbekannt, weil sie zur Zeit der Durchführung der Volkszählung nicht im Land waren.

#### Religionen
Struga wird von zwei Religionen geprägt. Auf der einen Seite ist das orthodoxe Christentum maßgebend, dem der größere Teil der Bevölkerung angehört (9.197 Einwohner) und vor allem in der mazedonisch-orthodoxen Kirche organisiert ist. Auf der anderen Seite ist der sunnitische Islam hanafitischer Rechtsschule vertreten, dem die Minderheit angehört (7.075 Einwohner). Der bektaschitische Einfluss ist jedoch nicht zu unterschätzen, wenngleich er in den letzten Jahrzehnten merklich abgenommen hat. Unbedeutend ist hingegen der Salafismus. Weiter bezeichneten sich 23 Personen als römisch-katholisch; 264 hatten einen anderen Glauben. Diese Daten beruhen wiederum auf die Volkszählung 2002, als Struga noch 16.559 Einwohner hatte.
Ein Großteil der während des sozialistischen Jugoslawiens aufgewachsenen Einwohner ist außerdem säkular geprägt. Der Atheismus spielt jedoch eine eher unbedeutende Rolle.
Dem Islam gehören insbesondere die Albaner, Torbeschen, Türken und Bosniaken an. Zum orthodoxen Christentum zählen sich hauptsächlich die Mazedonier und Serben.

#### Sprachen
Bei der Volkszählung 2002 gaben 9.665 Personen Mazedonisch als Muttersprache an, 5.616 Personen Albanisch, 823 Türkisch, 271 Aromunisch, 67 andere Sprachen, 53 Romani, 52 Serbisch und 13 Bosnisch.

#### Einwohnerentwicklung
Die nachfolgende Tabelle zeigt die demographische Entwicklung seit dem Zweiten Weltkrieg.
|                     | 1948  | 1953  | 1961  | 1971   | 1981   | 1991   | 1994   | 2002   | 2021   |
| ------------------- | ----- | ----- | ----- | ------ | ------ | ------ | ------ | ------ | ------ |
| Mazedonier          | –     | 2.194 | 3.423 | 6.215  | 8.002  | 9.325  | 9.433  | 8.901  | 6.517  |
| Albaner             | –     | 1.109 | 1.649 | 3.508  | 4.149  | 1.057  | 4.330  | 5.293  | 4.903  |
| Türken              | –     | 927   | 994   | 730    | 832    | 938    | 887    | 907    | 810    |
| Roma                | –     | 141   | –     | 12     | 421    | 206    | 114    | 97     | 141    |
| Aromunen            | –     | 530   | –     | –      | 337    | 464    | 462    | 550    | 431    |
| Serben              | –     | 42    | 54    | 106    | 84     | 86     | 91     | 72     | 49     |
| Bosniaken           | –     | –     | –     | –      | –      | –      | –      | 16     | 23     |
| Andere              | –     | 47    | 737   | 904    | 500    | 921    | 720    | 723    | 1.561  |
| Gesamteinwohnerzahl | 4.923 | 4.996 | 6.857 | 11.457 | 14.325 | 12.997 | 16.037 | 16.559 | 15.009 |

### Gliederung
Das Stadtgebiet wird von der Verwaltung in 11 Viertel unterteilt.

## Etymologie
Laut dem albanischen Albanologen Eqrem Çabej, dem bulgarischen Übersetzer Iwan Miladinow (1867–1942) und dem kosovarischen Sprachwissenschaftler Mehmet Halimi (* 1937) ist der Stadtname albanischen Ursprungs. So soll „Struga“ von albanisch shtrunga (definit) für „schmaler Pfad“ kommen, womit der enge Ausfluss des Schwarzen Drins aus dem Ohridsee gemeint sei. Ein Hinweis dafür sind Karten aus dem 16. und 17. Jahrhundert, auf denen die Stadt als „Stronga“ eingetragen ist. Diesem wissenschaftlichen Standpunkt steht die Auffassung des polnischen Linguisten Włodzimierz Pianka (1937–2022) entgegen, der „Struga“ auf den gleichlautenden slawischen Gattungsnamen bezieht: auf das mazedonische (und bulgarische) straga, „Fischgrund“. Doch da die serbische Sprache in der mittelalterlichen Kanzleramtstradition ein höheres Prestige hatte, sei daraus struga geworden. Der albanische Gelehrte Dhimitër Shuteriqi (1915–2003) weist diesbezüglich auf ein venezianisches Grundbuch von 1416–17 hin, in dem ein gewisser Jon Stronga als Verwandter des Alex Kastrati aus dem albanischen Stamm der Kastrati in der nordalbanischen Malësia e Madhe auftritt, dies sei für ihn eher ein Hinweis auf ein albanisches Anthroponym und Toponym.

## Geschichte

### Erste Fischersiedlung
Die Region von Struga ist sehr reich an archäologischen Fundorten. Die 1996 von der Mazedonischen Akademie der Wissenschaften und Künste herausgegebene „Archäologische Karte der Republik Mazedonien“ zählt auf dem Gemeindegebiet insgesamt 127 Ausgrabungs- und Fundorte, die über alle Zeitperioden von der Jungsteinzeit bis ins Mittelalter reichen.
Der Ort bei Struga ist unterdessen seit 3000 v. Chr. bewohnt. Damals in der Jungsteinzeit gründeten erste Siedler ein Pfahlbau-Fischerdorf beim Ausfluss des Schwarzen Drins aus dem Ohridsee. 1961 wurden an dieser Stelle neben Resten der Pfeilerstützen des hölzernen Gebäudes ebenso Fragmente von Keramikgefäßen, Steinäxte, Feuersteinmesser und -pfeile sowie Harpunen und Hirschgeweihspitzen gefunden. Diese Artefakte sind in den Museen von Struga und Ohrid ausgestellt.

### Illyrer

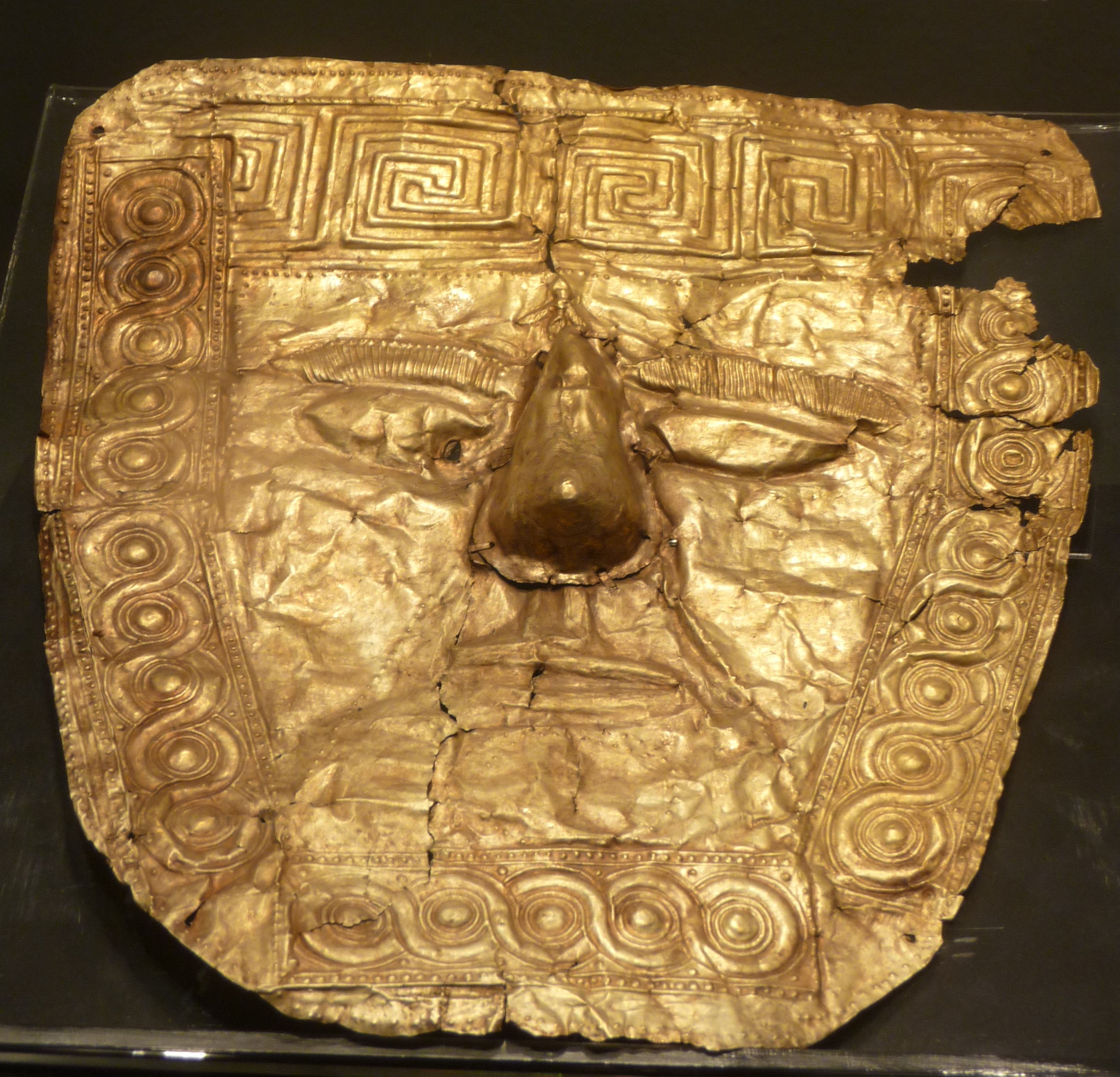
Bei Trebeništa gefundene Goldmaske aus dem 6. Jahrhundert v. Chr., die als Grabbeigabe diente.

Die ersten archäologisch-kulturell identifizierbaren Bewohner der Ohridsee-Region waren illyrische Stämme. Bei Trebeništa (8 km) und Selca e Poshtme (35 km) wurden Nekropolen und andere Funde aus dem 7. bis 1. Jahrhundert v. Chr. gemacht.
Skymnos (2. Jahrhundert v. Chr.), ein Geograph aus Chios, nennt die illyrischen Stämme der Bryger (laut Herodot Vorfahren der Phryger) und Dassareten (= Sesarethier) als Bewohner der Ohridsee-Region.

### Hellenismus und Römer
Der antike Historiker Polybios erwähnt Enchelanai in seinen Werken und sagt, dass der Ort ab 359 v. Chr. zusammen mit dem benachbarten Lychnidos und anderen Städten am Ohridsee von Philipp II. erobert wurde. (Bisher wurde jedoch diese Vorgängerstadt von Struga nicht lokalisiert.) In der heutigen Innenstadt wurden Gräber aus hellenistischer Zeit entdeckt.
Enchelanae war Teil des antiken Makedonien bis ins Jahr 148 v. Chr., als sie von den Römern in ihr Reich einverleibt wurde. Die wichtige römische Handelsstraße Via Egnatia verlief in dieser Zeit durch Enchelanae. Auch aus römischer Zeit wurden Gräber gefunden.

### Ausbreitung des Christentums und Komani-Kruja-Kultur
Mit der Verbreitung des Christentums ab dem 3. Jahrhundert n. Chr. verschwanden die antiken Tempel und auf ihrem Grund wurden Basiliken errichtet, die zum Frühchristentum gehörten. Viele Überreste dieser Basiliken wurden in der Umgebung von Struga entdeckt. So ist auch die Kirche Heiliger Erasmus (mazedonisch Св. Еразмо Sv. Erazmo; albanisch Shën Erazëm) – rund neun Kilometer östlich vom Stadtzentrum an der Straße nach Ohrid gelegen – die erste christliche Missionierung im Gebiet (etwa 6. Jahrhundert).
Im 6. Jahrhundert werden Enchelanae, Lychnidos und andere Siedlungen um den See Teil des Oströmischen (Byzantinischen) Reiches. In dieser Zeit siedelt sich der slawische Stamm der Wersiten in der Region an (siehe auch: Landnahme der Slawen auf dem Balkan).
Bei Radolišta, Sveti Erazmo und Pogradec fanden Archäologen Artefakte aus dem 7. bis 12. Jahrhundert, die sie der sogenannten Komani-Kruja-Kultur zuordnen.

### Mittelalter
Zum ersten Mal wurde die Stadt mit ihrem heutigen Namen im 11. Jahrhundert erwähnt. In einer Urkunde des bulgarischen Zaren Kaliman I. Assen vom 13. Jahrhundert wird erwähnt, dass ein Teil der Erträge vom Fischfang in der Stadt für das Athoskloster Zografou am Ägäischen Meer bestimmt waren.
Etwa um das Jahr 1394 kamen die Osmanen in die Region und eroberten unter anderem die Städte Ohrid, Pogradec und Struga. Mit ihnen fasste zum ersten Mal der Islam in der Region Fuß. Er war und ist heute noch sunnitisch geprägt, jedoch wanderten immer wieder Sufisten ein und gründeten Tekken.

### Osmanische Epoche
Der venezianische Botschafter Lorenzo Bernardo verbrachte während seiner Reise von Venedig nach Konstantinopel in Struga die Nacht zwischen dem 21. und 22. Mai 1591. Er beschreibt in seinem Reisetagebuch, dass die Stadt keiner Stadt, sondern eher einem Dorf ähnelt. In einer Karawanserei rastete er. Die Ebene von Struga beschreibt er als sehr fruchtbar. Der örtliche Wein sei schmackhaft und die Ohridforelle sei sehr bekannt. In der Stadt sollen mehrheitlich orthodoxe Bulgaren gelebt haben.
1668 berichtet der osmanische Reisende Evliya Çelebi über die Stadt: Der Großgrundbesitzer Emin Agha soll am Ausfluss des Drin eine Holzbrücke mit zwölf Pfeilern erbaut haben. Auf dieser soll er sein Serail gebaut haben, welches von Wachen beschützt wurde. Die kleine Stadt Struga soll unter der gerichtlichen Zuständigkeit des Qādī von Ohrid gestanden haben. Weiters berichtet er, dass die Stadt 301 zweistöckige Häuser mit Ziegeldächern, die von Obstgärten und Weinreben umringt waren, und 40 Geschäfte gehabt haben soll. In dieser Ära wurden außerdem die Halveti-Hayati-Tekke eines Sufi-Ordens, die sunnitische Große Moschee von Struga und andere osmanische Bauten in der Altstadt errichtet.

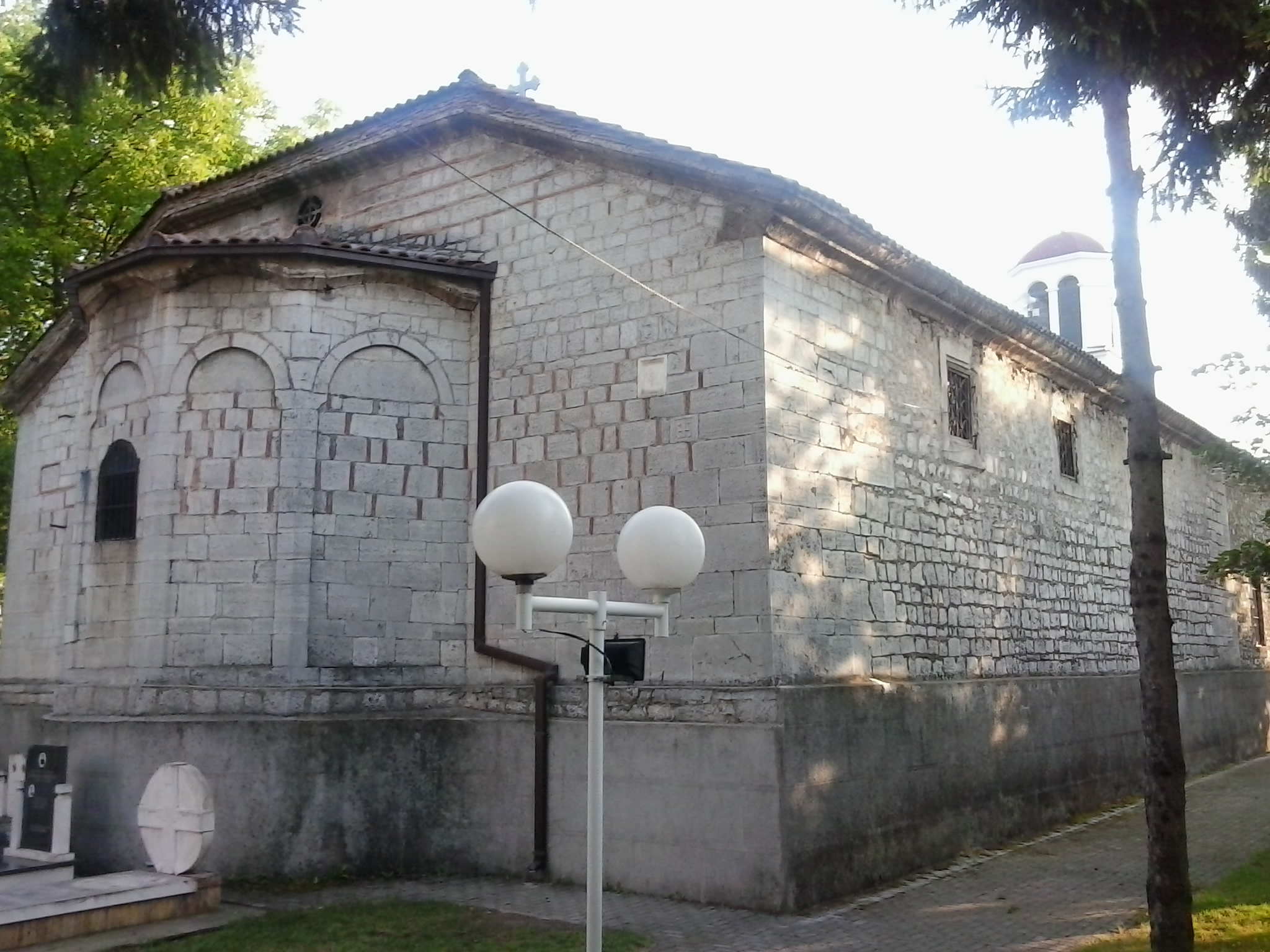
Der Außenchor der Greorgskirche

Im Jahr 1835 erhielt die bulgarische Kirchengemeinde der Stadt einen Sultanerlass (Ferman) für den Bau einer neuen Kirche. Am 10. Mai wurde der Grundstein der Basilika gelegt und am 20. Juni dem Heiligen Georg eingeweiht. Der Bau wurde vom Ohrider Erzbischof des ökumenischen Patriarchats von Konstantinopel Kalionikos Achridon gebilligt und von ihm sowie durch Spenden der Bevölkerung aus Ohrid finanziell mitunterstützt.
Der Historiker und Slawist Wiktor Grigorowitsch besuchte Struga auf seiner Reise in der Region und erwähnt sie in seinem Bericht über eine Reise in die europäische Türkei. Dabei erwähnt er die Georgskirche, in der mehrere Manuskripte und alte gedruckte slawische Bücher aufbewahrt werden. In der Kirche gibt es zu dieser Zeit eine Klosterschule die von den Spannungen des bulgarisch-griechischen Kirchenkampfs betroffen war und in der auch Konstantin und Dimitar Miladinow als Lehrer tätig waren, Die Einwohner der Stadt sind Bulgaren und Albaner und von der Religion her Muslime und Christen. Der deutsche Sprachwissenschaftler Gustav Weigand besuchte Struga 1894 und beschrieb sie in sein Werk Die Aromunen (1895) als eine bulgarische Stadt, in der die Albaner ebenfalls stark präsent sind, da viele rein albanische Dörfer in der Nähe liegen.

### Balkan- und Weltkriege und Eintritt in Jugoslawien
Im Ersten Balkankrieg wurde Struga im Jahr 1912 vom Königreich Serbien erobert. Da Bulgarien mit dem Friedensvertrag des ersten Balkankrieges nicht einverstanden war – unter anderem war es mit der Abtretung Mazedoniens an Serbien nicht zufrieden (Serbien und Griechenland hatten in einem Geheimvertrag vor dem Krieg die Aufteilung unter sich vereinbart) – begann der Zweite Balkankrieg. Im September 1913, zwei Monate nach dem Ende des Zweiten Balkankrieges, brach in der Region der Ohrid-Debar-Aufstand aus. Er wurde vom Bulgarischen Makedonien-Adrianopeler Revolutionären Komitee (BMARK) sowie von albanischen Clan-Führern organisiert und richtete sich gegen die neue serbische Herrschaft. Struga wurde dabei von den Aufständischen eingenommen und die serbischen Truppen vertrieben. Der Aufstand wurde zwei Wochen später jedoch von der serbischen Armee blutig niedergeschlagen. Diese Ereignisse führten zur Stationierung von einer großen Anzahl serbischer Soldaten und Polizeibeamten in der Region bis weit in die 1920er Jahre. Über 25.000 Albaner und rund 30.000 Bulgaren flohen aus dem Westen des heutigen Nordmazedoniens nach Albanien und Bulgarien.
Fortan war muslimische Kleidung verboten – so durften Frauen keinen Çarşaf mehr tragen – und viele Moscheen wurden in Kirchen umgewandelt. Mehrere Hundert Muslime flüchteten in die Türkei.
Für Struga hatte der Erste Weltkrieg keine nennenswerten Folgen, es verblieb unter serbischer Herrschaft und kam damit zum Königreich Jugoslawien. Nach dem Jugoslawischen Staatsstreich am 27. März 1941 wurde der Ort im Zuge des Balkanfeldzuges am 12. April 1941 von italienischen Truppen besetzt. 1943 wurde das gesamte Westmazedonien dem faschistischen unter italienischer Kontrolle stehenden Albanien zugeschlagen, welches ein „Großalbanien“ bildete. Bei ihrem Rückzug töteten Nazi-Truppen im benachbarten Dorf Radolišta/Ladorishti rund 80 unbewaffnete Menschen als „Vergeltung“ vorheriger Partisanenangriffe (siehe hierzu: Massaker von Ladorisht). Während dieser Zeit wurden zahlreiche Roma deportiert. Im Winter 1944/45 wurde die Saat Kula (Uhrturm) von Struga zerstört.
Nach dem Weltkrieg wurde die Region Teil des sozialistischen Jugoslawien unter der Teilrepublik SR Mazedonien. In dieser Zeit wurde Struga leicht industrialisiert: es entstanden unter anderem einige Fabriken im Norden der Stadt. Auch viele Straßen wurden gebaut, die zum Teil bis heute bestehen.

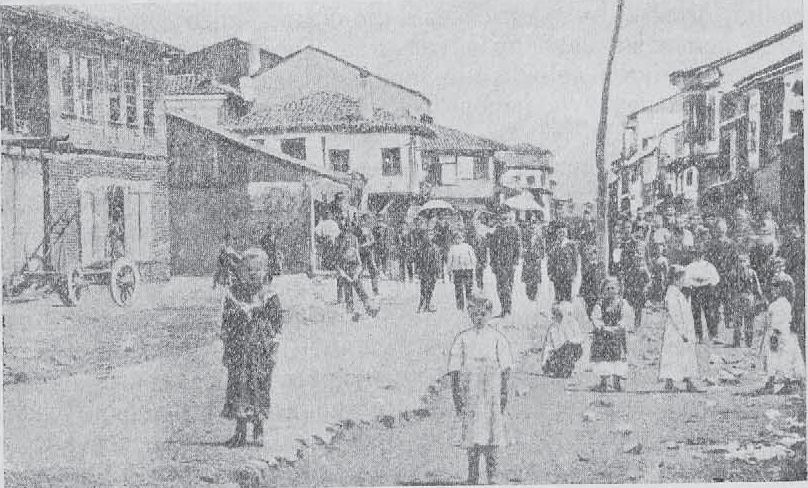
Blick auf den Basar (Pazar) 1913
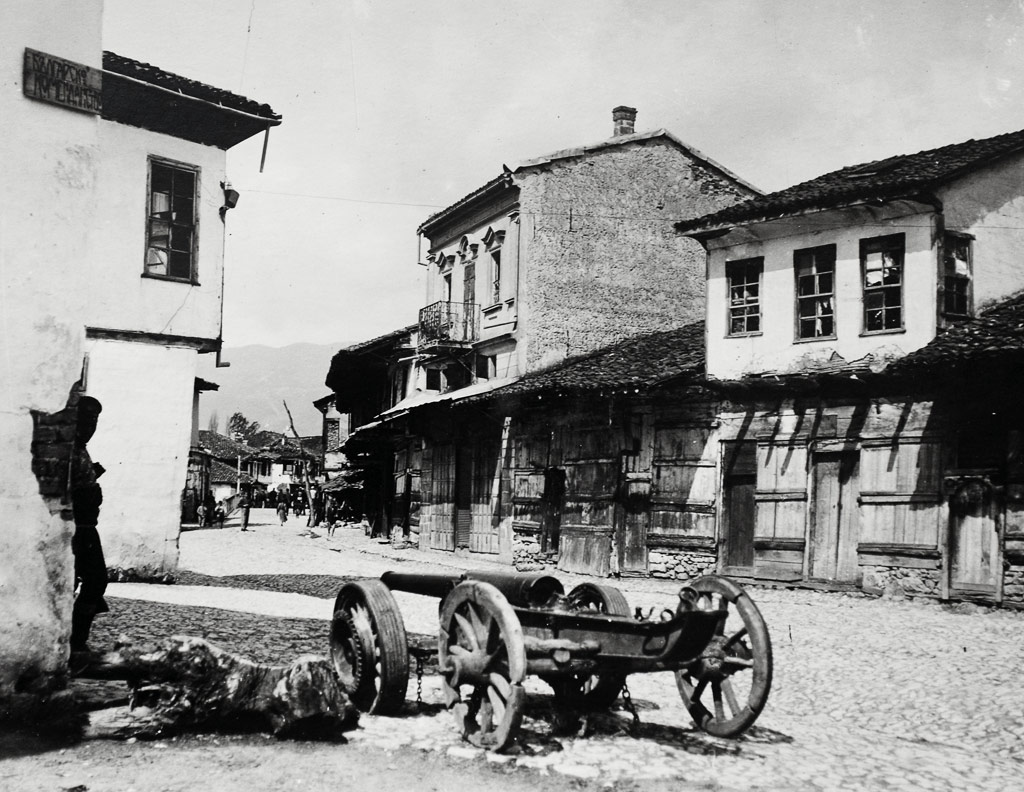
Die Stadt 1915 im Ersten Weltkrieg, bewacht durch serbische Truppen
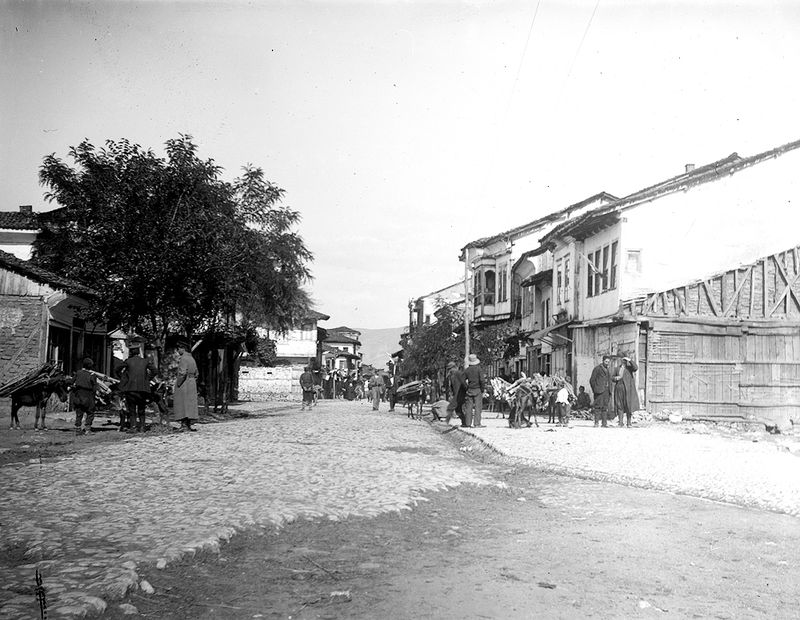
Die Hauptstraße durch den Basar. 1916
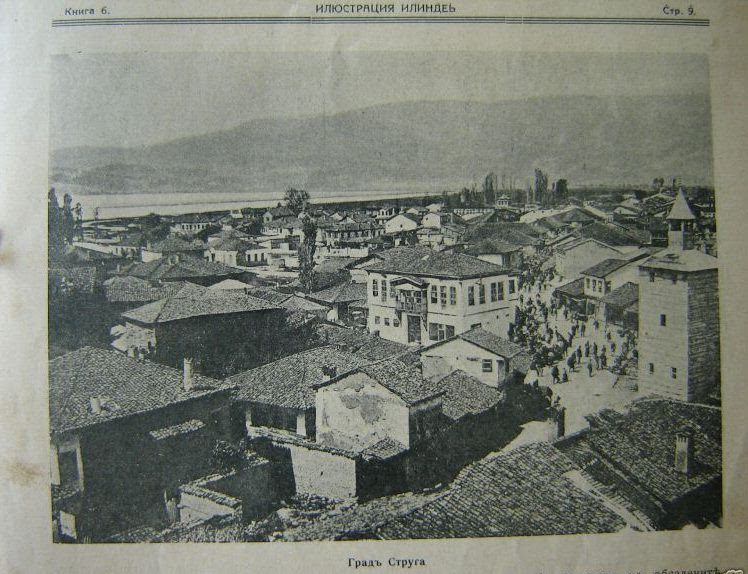
Blick über Struga mit Uhrturm, See und den Bergen im Hintergrund, 1927
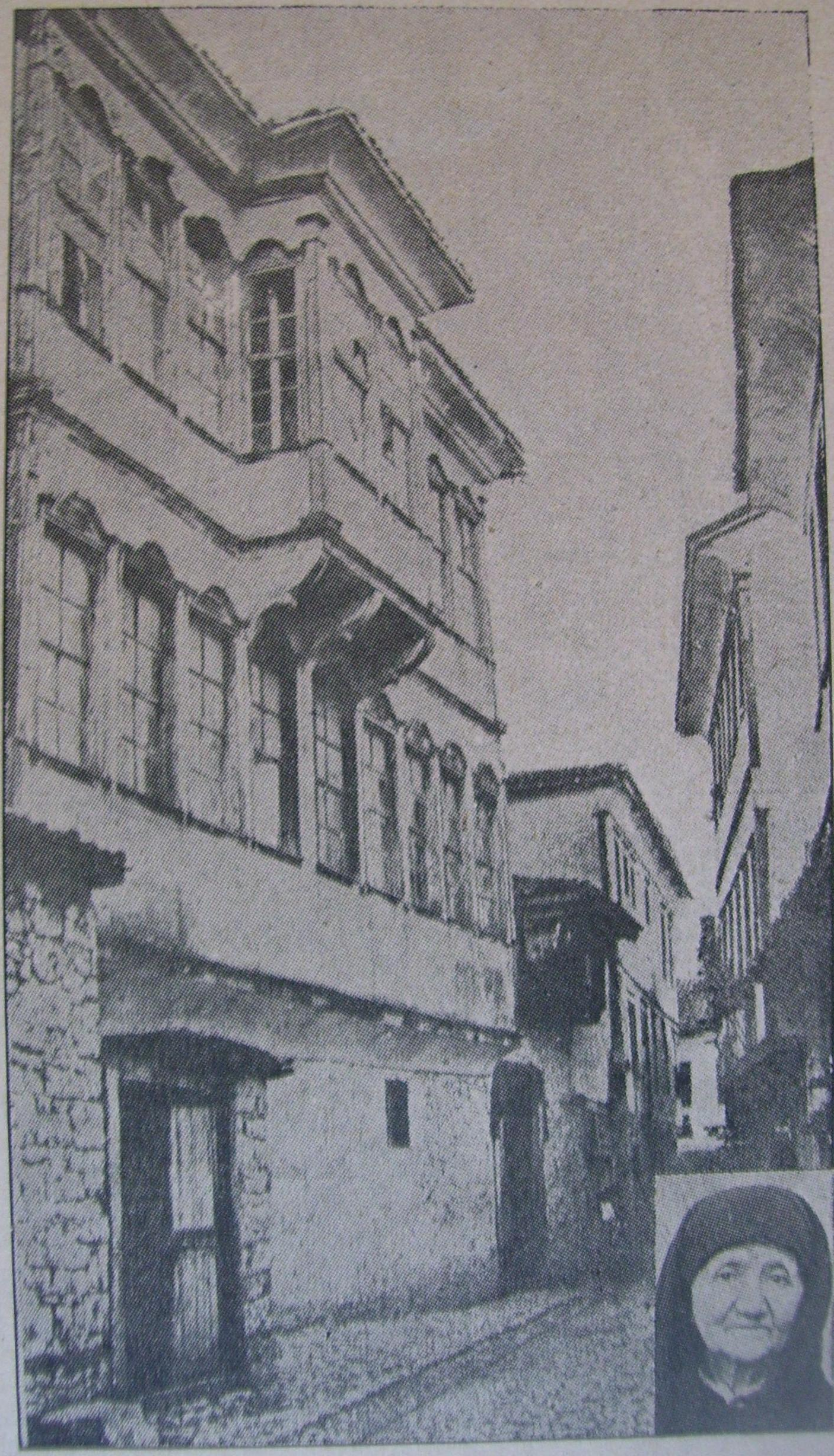
Typisches Stadtgebäude, 1930
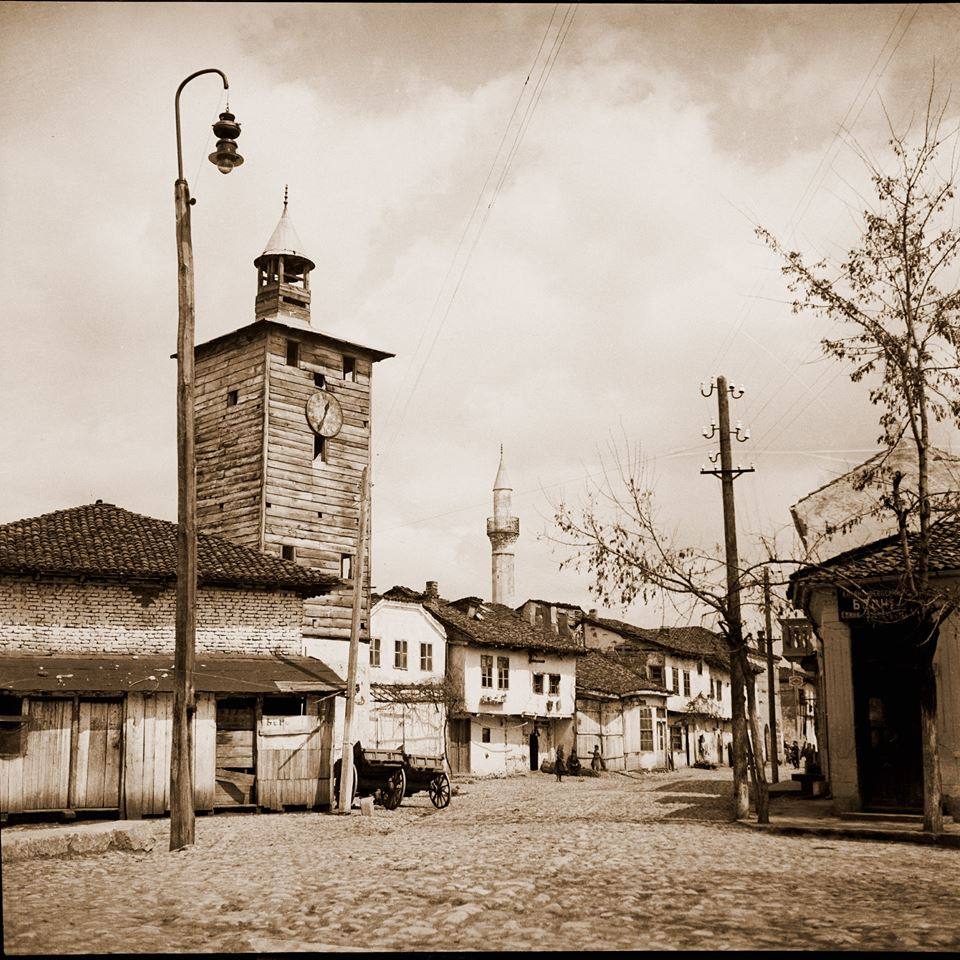
Die Saat Kula vor ihrer Zerstörung, vor 1945

### Seit der Unabhängigkeit 1991
Als die Teilrepublik am 8. September 1991 ihre Unabhängigkeit erklärte, folgte ein Bruch im wirtschaftlichen Leben der Stadt; die Betriebe wurden mehrheitlich geschlossen und der Lebensstandard sank stark.
Am 6. April 1992 proklamierten albanische Aktivisten aus Struga die Republika Ilirida.
Eine leichte Erholung der Wirtschaft wurde erst in den 2000er Jahren beobachtet, als viele Gewerbebetriebe gegründet wurden und die Touristenzahlen anstiegen.
Nach der Reform der Opštini (Gemeinden) im Jahr 2004 demonstrierten in Struga Tausende von ethnischen Mazedoniern, da nunmehr die Albaner prozentual am stärksten in der Gemeindebevölkerung vertreten sein würden und die Mazedonier eine (große) Minderheit bilden würden. In den folgenden Jahren stabilisierte sich die Lage jedoch wieder.

## Stadtbild

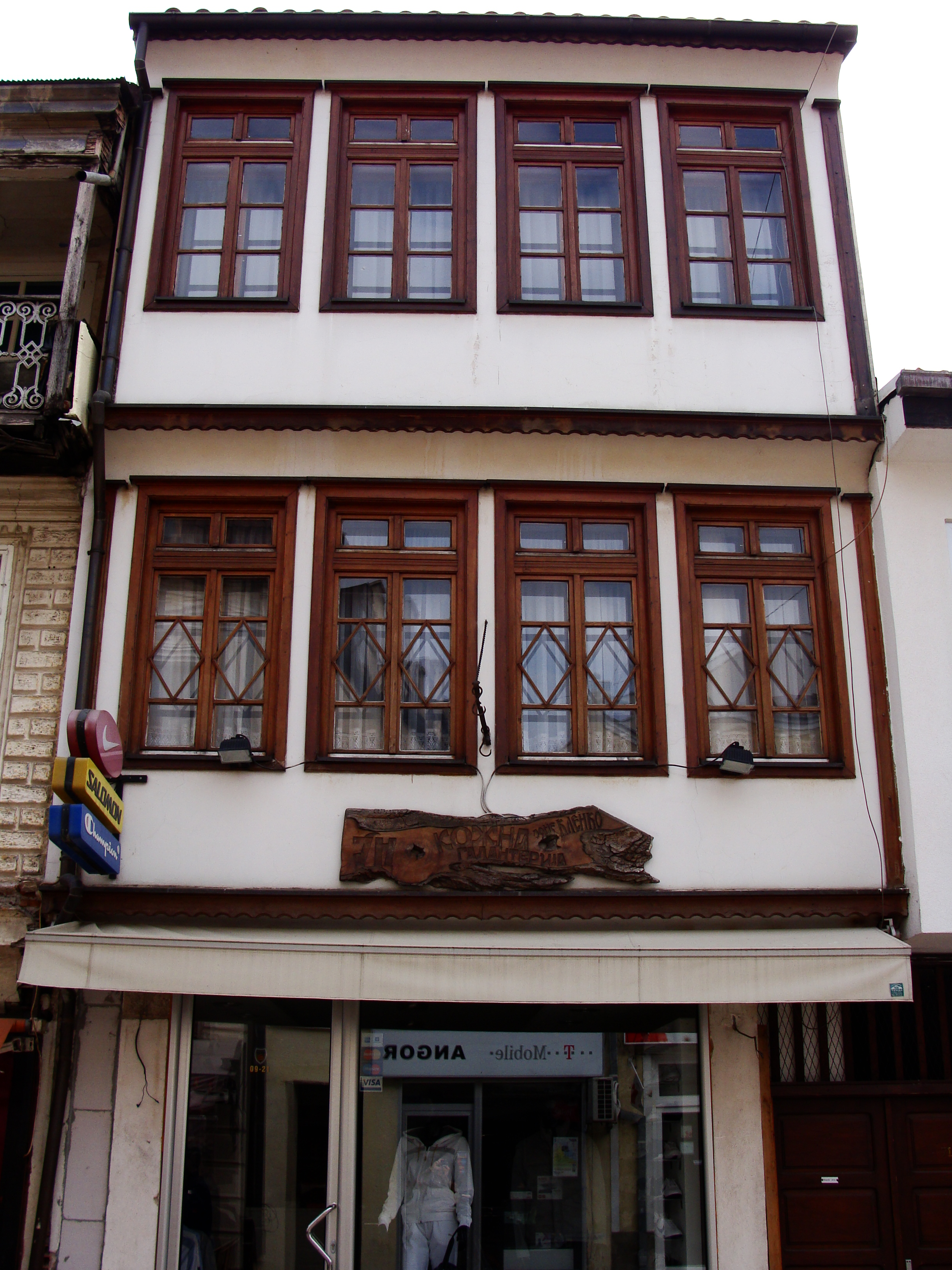
In Struga anzutreffende Hausarchitektur, die im Balkan weit verbreitet ist.

Die osmanische Altstadt ist geprägt von zweistöckigen Häusern, die typisch für die Region sind. Doch in den letzten Jahrzehnten wurden auf deren Grund ohne Rücksicht neue Häuser und Restaurants gebaut. Gegen diese unkontrollierte Bautätigkeit unternahmen die Behörden bisher nur wenig.
Im Westen der Stadt steht der große Markt (Basar), der einer der größten in der Region ist. Hauptsächlich werden Frischprodukte aus den benachbarten Dörfern zum Verkauf angeboten.
Heute ist Struga eines der Zentren der nordmazedonischen Tourismusbranche. Viele Hotels, Restaurants, Bars, Cafés, Boutiquen, Läden und Apartments sind entstanden. Diese Bautätigkeit hat das Bild der Stadt maßgebend verändert.
Weiters sind die fünf Brücken – weswegen Struga in Nordmazedonien „Stadt der Brücken“ genannt wird – und die vielen Villen in den Außenbezirken der Stadt, die von Diaspora-Albanern errichtet wurden, Bestandteil des Stadtbildes.
Während der Sommersaison und beim Jahreswechsel ist das Nachtleben an den Flaniermeilen in der Innenstadt und am Flussufer sehr präsent. Die Sandstrände ziehen im Sommer viele Touristen aus dem ganzen Land und aus benachbarten Ländern zum Baden in dem kühlen Ohridsee an. Oft ist die Stadt dem Andrang der Touristen nicht gewachsen und Folgen sind vor allem Verkehrs- und Umweltprobleme.

### Ezerski Lozja
Nach etwa drei Kilometern vom Stadtzentrum führt ein Abzweig der alten Hauptstraße nach Ohrid in das „Villenviertel“ von Struga. Das Viertel wird Ezerski Lozja genannt (albanisch Vreshtat, deutsch etwa „Die Weinreben am See“). Das Quartier entstand erst in den letzten Jahren, als der Tourismus in der Region größeren Auftrieb bekam. Im Viertel stehen viele Privatvillen, aber auch Apartments für Sommertouristen. Die Villen wurden vor allem von Diaspora-Albanern gebaut, die von den benachbarten Dörfern hier Grundstück erwerben konnten. Westlich des Viertels steht einer der größten Hotelkomplexe am Ohridsee: das Viersternehotel Eurohotel wurde in der jugoslawischen Ära errichtet. Heute ist das Hotel sehr veraltet und verzeichnet geringe Übernachtungszahlen.

### Sehenswürdigkeiten und Monumente
- Große Moschee von Struga

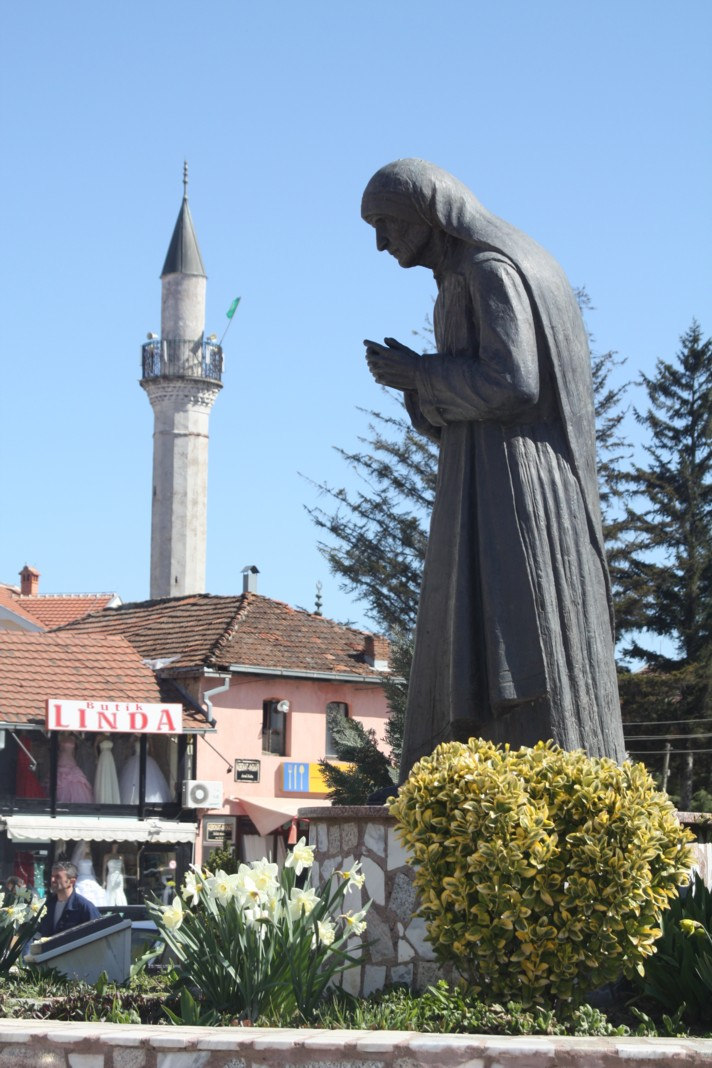
Die Große Moschee am Mutter-Teresa-Platz

- Holzstauwehr am Ausfluss des Ohridsees
- Der Hamam von Struga im Stadtzentrum, zum Teil verfallen und nicht zugänglich
- Mutter Teresa-Statue auf dem gleichnamigen Zentralplatz

### Sakralbauten
Struga ist Sitz der gleichnamigen islamischen Gemeinde (albanisch Bashkia fetare islame e Strugës). Ihr Mufti ist Ferat Polisi.
Islamisch
- Die Große Moschee von Struga aus dem 16. Jahrhundert im Stadtzentrum
- Die Halveti-Hayati-Hasan-Baba-Tekke aus dem frühen 18. Jahrhundert mit dazugehöriger Moschee, südöstlich des Stadtzentrums gelegen
- Die Sulejman-Arap-Moschee im Süden der Stadt, am Ohridsee gelegen

Christlich-Orthodox
- Kirche des Heiligen Nikolaus Drimeni
- Kirche des Heiligen Georg mit einer Freske aus dem Jahr 1267, welche den Patron der Kirche darstellt; die Kirche wurde auf dem Grund einer älteren errichtet

Weitere bedeutende Kirchen in der Region gibt es in Kališta (rund 5 Kilometer südwestlich am Ohridsee gelegen) und in Vraništa (etwa 4,5 Kilometer nördlich gelegen).
Die Basiliken in den benachbarten Dörfern Zagračani und Oktisi sowie südlich des Dorfes Podmolje stammen vermutlich aus dem 3. und 6. Jahrhundert. Heute sind sie zum Teil verfallen.

## Kultur
Struga ist seit jeher das wirtschaftliche Zentrum des Gebiets nördlich des Ohridsees. Durch den Kontakt zwischen Albanern, Mazedoniern, Türken, Serben, Bosniaken, Aromunen und Roma ist ein vielfältiges Kulturangebot entstanden. Das traditionelle Handwerk ist dabei eines der wichtigsten kulturellen Erbe der Stadt. Goldverarbeitung, Schmuckherstellung, Strickarbeiten, Tonverarbeitung sowie Holzschnitzerei gehören zur Tradition von Struga. Dabei haben die umliegenden Dörfer stets eine zentrale Rolle gespielt.

### Kulturelle Veranstaltungen

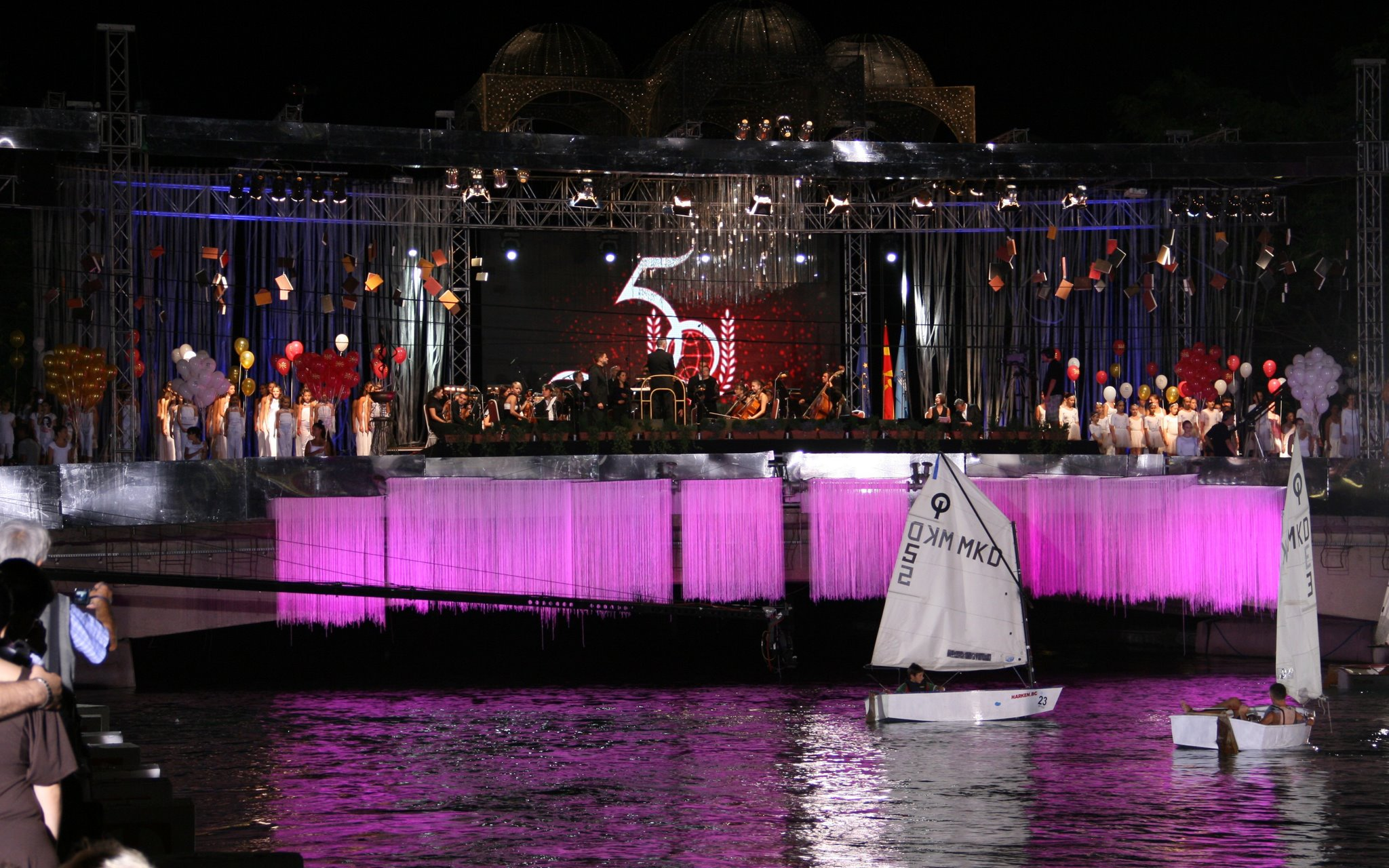
Anlässlich der Abende der Poesie geschmückte Hauptbrücke in der Innenstadt 2011

Auch wenn Struga bei den kulturellen Veranstaltungen oft im Schatten der Nachbarstadt Ohrid steht, hat sie als Kleinstadt ein relativ beliebtes und vor allem traditionelles Angebot. Es wird vor allem im Frühling und Sommer aktiv, wenn der Fremdenverkehr seinen Höhepunkt erreicht.
Bei den Abenden der Poesie treffen sich seit 1962 jährlich Dichter, Autoren und Lyrik-Liebhaber in der Stadt am Drin. Das sechstägige Poesiefestival gehört weltweit zu den ältesten und größten seiner Art. Während des Kalten Krieges spielte das Festival eine bedeutende kulturelle Rolle, da es Künstler aus West und Ost an einem „neutralen“ Ort vereinen konnte – Jugoslawien war als „blockfreier“ Staat keinem Lager angehörig.
1971 wurde das multikulturelle Trachtenfestival (mazedonisch Ревија На Народни Носии Revija Na Narodni Nosii; albanisch Defileja e Veshjeve Popullore) ins Leben gerufen. Das Festival findet jährlich an den Ufern des Drins statt und wird von Musik und Tanz sowie von kulinarischen Spezialitäten begleitet. Verschiedene Vereine aus der Gemeinde von Struga präsentieren dabei die traditionellen Trachten ihres Dorfes.
Seit 1975 organisiert der Komponistenverband Nordmazedoniens jährlich den „Struganer Musikherbst“ (mazedonisch Струшка Музичка Есен Struška Muzička Esen; albanisch Vjeshta Muzikore Strugane).
Beim Musik- und Volkstanzfestival „Këngë Jeho“ treffen sich albanische Vereine, Verbände und Folklore-Ensembles aus Albanien, dem Kosovo, Nordmazedonien, Montenegro, Serbien, Italien, Griechenland, der Türkei, der Schweiz, Deutschland, den USA, Kanada und vielen anderen Ländern der albanischen Diaspora. Es findet jährlich seit 1991 statt.
Des Weiteren ist Struga seit 2017 Austragungsort des Kurzfilm-Wettbewerbs Drim Short Film Festival.
Seit 2002 wird jährlich zu Beginn des Sommers, an der Sommersonnenwende am 21. Juni, zwei Tage lang der „Seetag“ (mazed. Den na Ezeroto, alb. Dita e Liqenit) gefeiert, als Gastgeberstadt fungieren rotierend Struga, Ohrid und Pogradec abwechselnd.

### Museum „Dr. Nikola Nezlobinski“

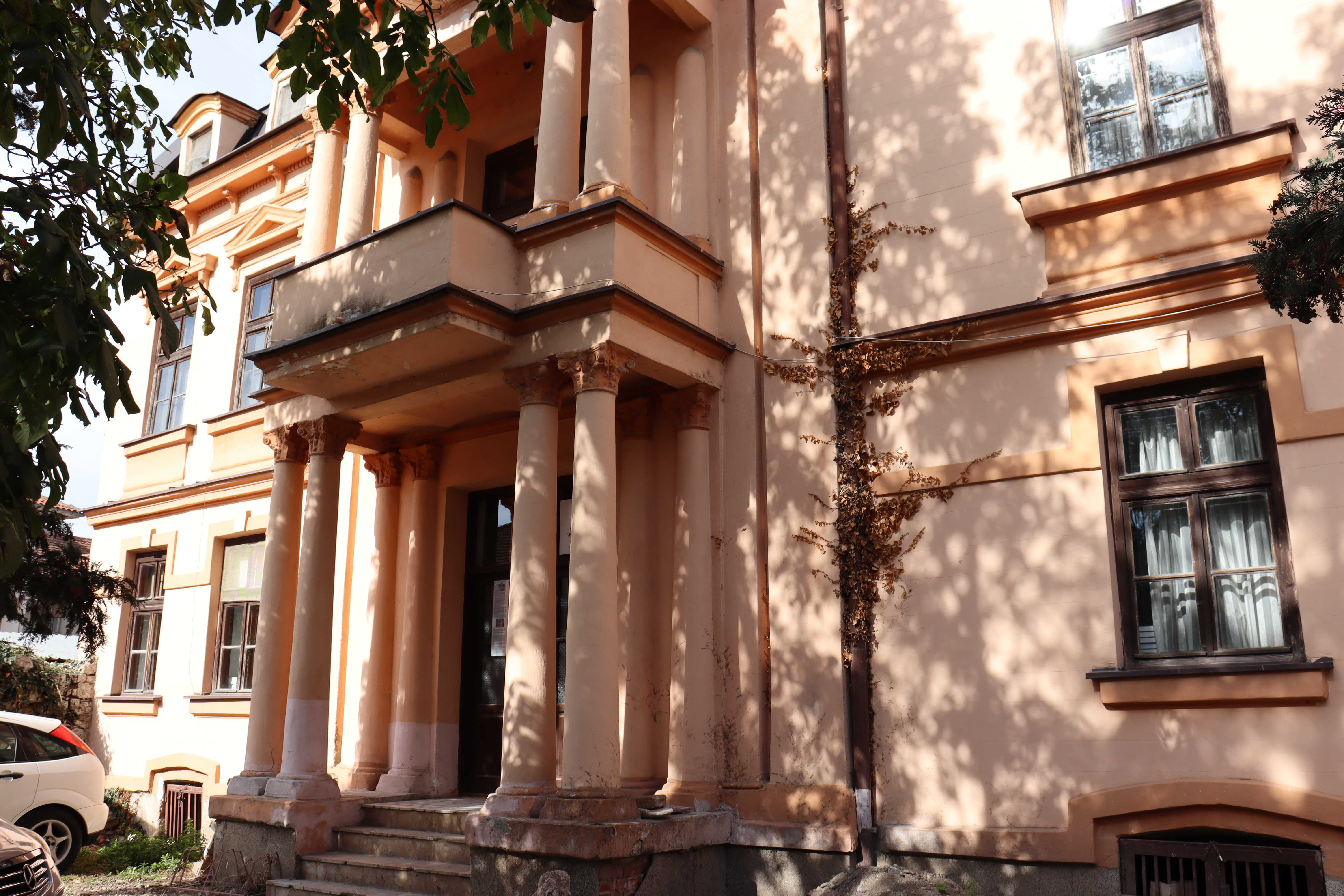
Eingang zum Museum „Doktor Nikola Nezlobinski“ (2022)

1940 wurde das Naturhistorische Nationalmuseum Doktor Nikola Nezlobinski eröffnet. Nezlobinski (1885–1942) war ein russischer Migrant, der 1928 zur Malariabekämpfung nach Struga ging und eine erste naturhistorische Ausstellung initiierte. 1938 hatte er die Idee, ein Gebäude für die Ausstellungen zu bauen und im selben Jahr begannen die Bauarbeiten. Das Museum wurde ihm zu Ehren benannt und gliedert sich in eine biologische, archäologische, ethnologische und historische Abteilung. Die Kunstgalerie Vangel Kodžoman ist im gleichen Gebäude untergebracht und stellt Werke nationaler und internationaler Künstler aus.

### Sport
Im Nordwesten der Stadt befindet sich das Heimstadion des 1947 gegründeten (ethnisch-albanischen) Fußballclubs Vllaznimi („Brüderlichkeit“). Im Südosten liegt das Heimstadion des 1923 gegründeten (ethnisch-mazedonischen) Fußballclubs Karaorman. Diesen teilt der Verein mit dem 2015 gegründeten FC Struga. Fußball ist der beliebteste Sport, so gibt es daneben noch eine öffentliche Fußballhalle und einen öffentlichen Fußballplatz. Handball ist eine weitere sehr populäre Sportart: Im Südwesten der Stadt steht das Heimstadion des RK Struga und im Norden besitzt der Männer- und Frauen-Club noch eine Sporthalle.
Außerdem hatte Struga ein Hallenbad, das nach den Gebrüdern Miladinov benannt ist. Es wurde 1972 gebaut und funktionierte bis 2002. Eine Renovierung wurde bisher – trotz mehrfachen Wahlversprechen der Regierung – nicht realisiert. Ein Außenschwimmbad besteht hingegen in der Nähe des Ausflusses des Schwarzen Drins.
Das weitere Sportangebot ist sehr vielfältig: Es gibt Vereine für Kartsport, Kajak, Judo, Sporttauchen, Schach, Bodybuilding und Kampfkunst. Zudem sind in Struga ein Segel- und ein Yachtclub ansässig.
2021 fand in Struga der European Club Cup statt.

## Politik

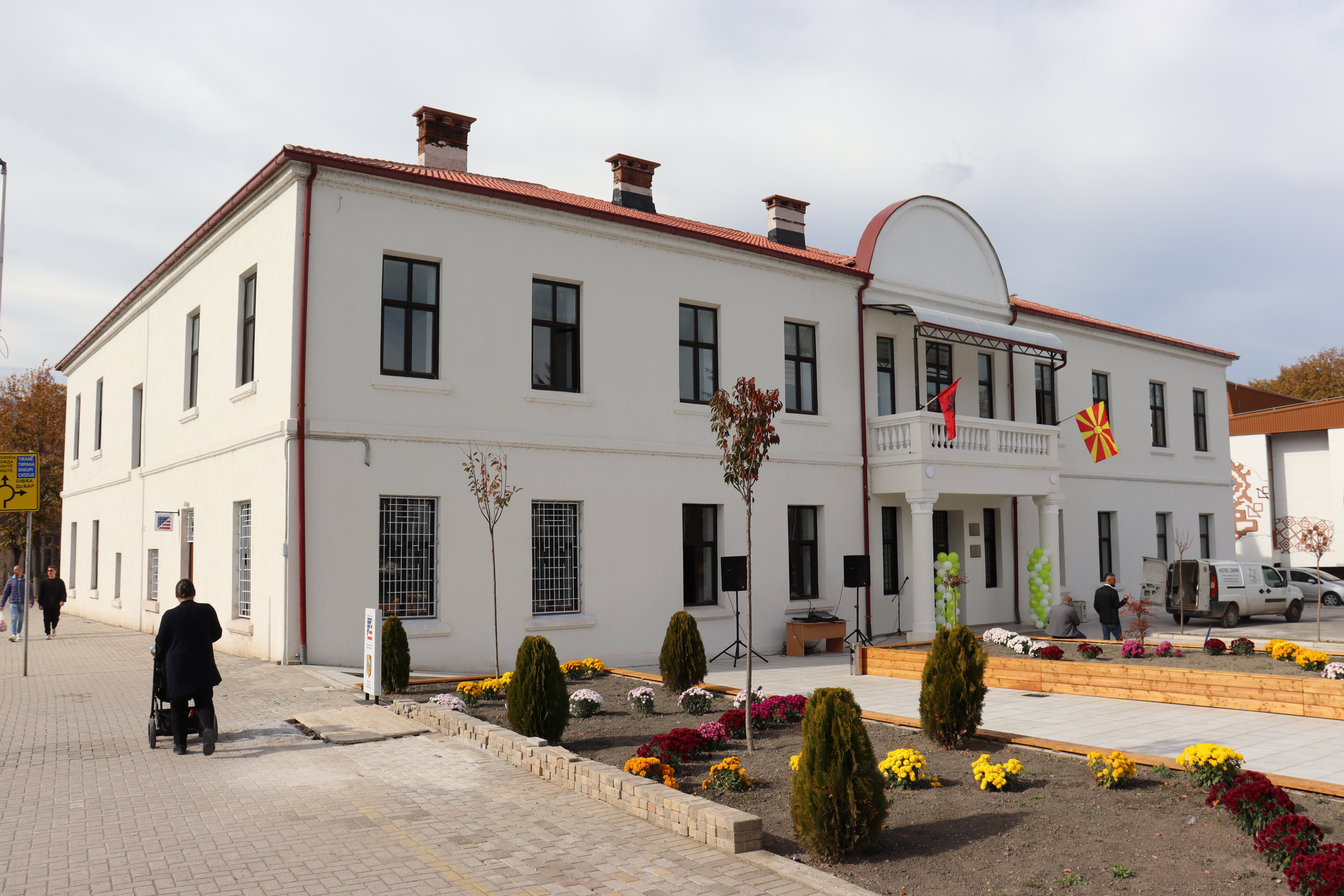
Rathaus mit Gemeindeverwaltung, Bürgermeisterbüro und Gemeinderatssaal (2022)

### Legislative
Als Legislative fungiert der Gemeinderat (mazedonisch Совет на Општина Sovet na Opština; albanisch Këshilli i Komunës). Er besteht aus 27 Mitgliedern, die auf eine Amtsperiode von vier Jahren vom Stimmvolk gewählt werden. Beispielsweise kann der Rat über den jährlichen Haushaltsplan abstimmen, der vom Bürgermeister vorgelegt werden muss.
Für die Legislaturperiode 2021–2025 sieht die Sitzverteilung im Gemeinderat folgendermaßen aus:
| Partei                                      | Anzahl Sitze |
| ------------------------------------------- | ------------ |
| Bashkimi Demokratik për Integrim (BDI)      | 10           |
| Aleanca për Shqiptarët und Alternativa      | 7            |
| VMRO-DPMNE                                  | 5            |
| Sozialdemokratische Liga Mazedoniens (SDSM) | 4            |
| Besa                                        | 1            |

### Exekutive
Der Bürgermeister wird gleichzeitig mit dem Gemeinderat auf vier Jahre gewählt und hat grundlegende Befugnisse. Er ernennt eine Arbeitsgruppe, mit der er die Gemeindearbeiten durchführt.
2005 und 2009 wurde Ramiz Merko (BDI) als Bürgermeister gewählt und war damit der erste ethnisch-albanische Bürgermeister in der Geschichte der Stadt. 2013 folgte Ziadin Sela (PDSH), um 2017 das Amt erneut an Ramiz Merko abzugeben, der 2021 für eine vierte Amtszeit erfolgreich kandidierte.

### Judikative
Struga ist Sitz eines Zivil- und Strafgerichts (mazedonisch Основен суд Osnoven sud; albanisch Gjykata Themelore) im Rahmen der ordentlichen Gerichtsbarkeit.

### Hoheitssymbole
Auf dem Wappen der Opština Struga sind die Wahrzeichen der Stadt dargestellt: Schwarzer Drin, Bogenbrücke und Ohridsee. Zudem ist die Galičica mit zwei angedeuteten Vögeln sowie ein Boot zu sehen. All diese Symbole sind in einem Gradnetz und werden seitlich von Kornähren umrandet.

### Internationale Beziehungen
Die US-amerikanische Botschaft in Skopje unterhält in Struga seit 2010 einen sogenannten „American Corner“, ein Informationszentrum samt Bibliothek zu US-amerikanischer Kultur, Bildung und Austauschprogrammen. 2020 eröffnete der Kosovo ein Konsulat in der Stadt.

### Städtepartnerschaften
- Gazimağusa (Türkische Republik Nordzypern), seit 1999[51]
- Mangalia (Rumänien), seit 2003[52]
- Waterbury (Connecticut, USA), seit 2014[53]
- Büyükçekmece (Istanbuler Stadtbezirk, Türkei), seit 2015[54]

## Bildung, Forschung und Gesundheit
Im Osten der Stadt liegt die Grundschule „Braḱa Miladinovci“, im Westen „Josip Broz Tito“. Auf der Sekundarstufe ist nach der achtjährigen Primarstufe der Besuch der Mittelschule obligatorisch. Es gibt zwei solcher in der Innenstadt: Die Mittelschule „Niko Nestor“ mit Mazedonisch als primärer Unterrichtssprache und die Mittelschule „Ibrahim Temo“ mit Albanisch oder Türkisch als primärer Unterrichtssprache. Beide Mittelschulen stehen in unmittelbarer Nähe zueinander, zusammen mit dem Studentenwohnheim „Gebrüder Miladinow“.
Auf der Tertiärstufe gibt es die 2003 gegründete Internationale Universität Struga. Sie bietet vor allem wirtschafts- und politikwissenschaftliche Studiengänge und hat zwei Forschungsabteilungen. Die in Skopje ansässige FON Universität unterhält in der Stadt zudem eine gut besuchte sozialwissenschaftliche Klasse.
Seit 2002 bietet die Privatschule Yahya Kemal College Unterricht auf Primar- und Sekundarstufe auf Albanisch, Mazedonisch, Türkisch und Englisch.
1984 wurde das Institut für Nephrologie und Hämodialyse gegründet; das Krankenhaus hat eine überregionale Bedeutung.

## Wirtschaft und Handel

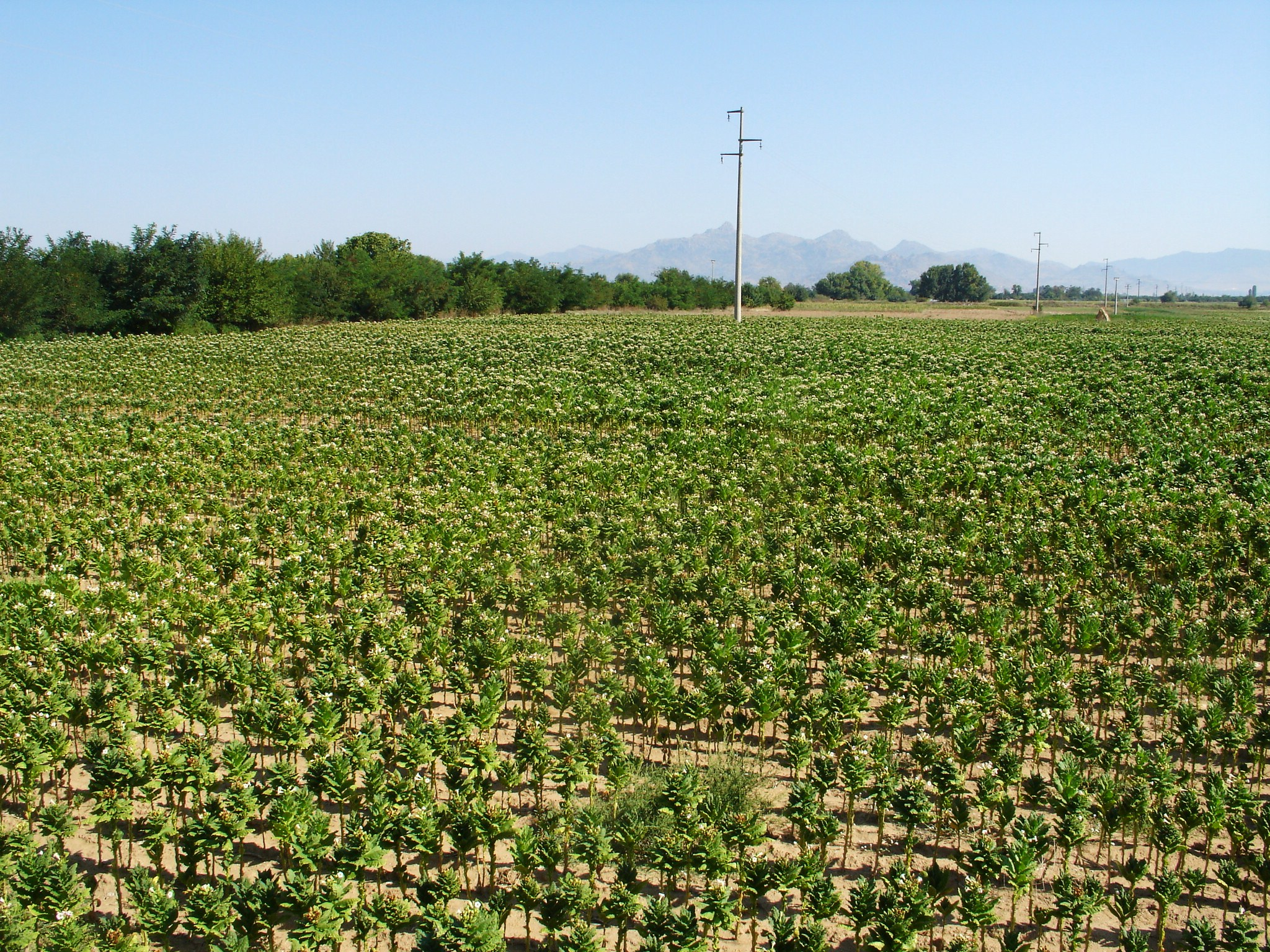
Tabakfeld bei Struga (2015)

Die Landwirtschaft ist heute mehrheitlich verfallen. Nur einzelne Familien und Gewerbebetriebe bebauen noch die fruchtbare Niederung von Struga. Viele Äcker sind heute von Bäumen und wilden Sträuchern bewachsen. Einst wurde das ganze Drin-Tal in Struga (Ebene von Struga: 103.407 Hektaren groß) landwirtschaftlich bebaut. Damals waren die Anbauprodukte Mais, Kartoffeln, Tomaten, Sonnenblumen, vereinzelt Weizen und vor allem Paprika. Heute werden diese Pflanzen meist in Gärten in vielen Dörfern des Tales und auf wenigen Äckern in der Niederung angebaut. Heute sind weite Flächen des Tales verwildert.
Tourismus ist heute der größte Wirtschaftsbereich während der Sommersaison und während des Jahreswechsels (Neujahr). An den Stränden von Struga sind – wie in Ohrid und Pogradec – viele Hotels und Restaurants entstanden. Vor allem kommen Touristen aus dem Inland und aus der Region: Albanien, Bulgarien, Griechenland, Kosovo und Serbien in die Stadt am Drin. Seit einigen Jahren steigt die Zahl der Touristen aus den Niederlanden und aus Japan.
Im nördlichen Industriegebiet an der Hauptstraße nach Skopje und Albanien befinden sich einige Gewerbebetriebe und die Busstation. 2022 eröffnete der Autoteilezulieferer Magna Steyr ein Werk bei Struga mit rund 300 Angestellten. Geplant sind 1000 weitere Arbeitsstellen bis 2024.
Fischerei wird heute noch kaum betrieben: Bloß ein Unternehmen im benachbarten Dorf Šum züchtet die Ohridforelle.
Seit 2014 findet jährlich im August eine Imker-Messe statt, bei der Imker aus ganz Nordmazedonien und aus angrenzenden Ländern teilnehmen.
Im November 2022 unterzeichneten die Regierungskabinette Nordmazedoniens, Albaniens und Kosovos eine Absichtserklärung, wonach bei Struga (und bei Pristina) ein Trockenhafen entstehen soll. Diese Trockenhäfen sollen für die Binnenländer Nordmazedonien und Kosovo den albanischen Hafen Durrës an der Adria besser erschließen.

## Verkehr

Autokennzeichen der Opština Struga (seit 2012)

### Straßenverkehr

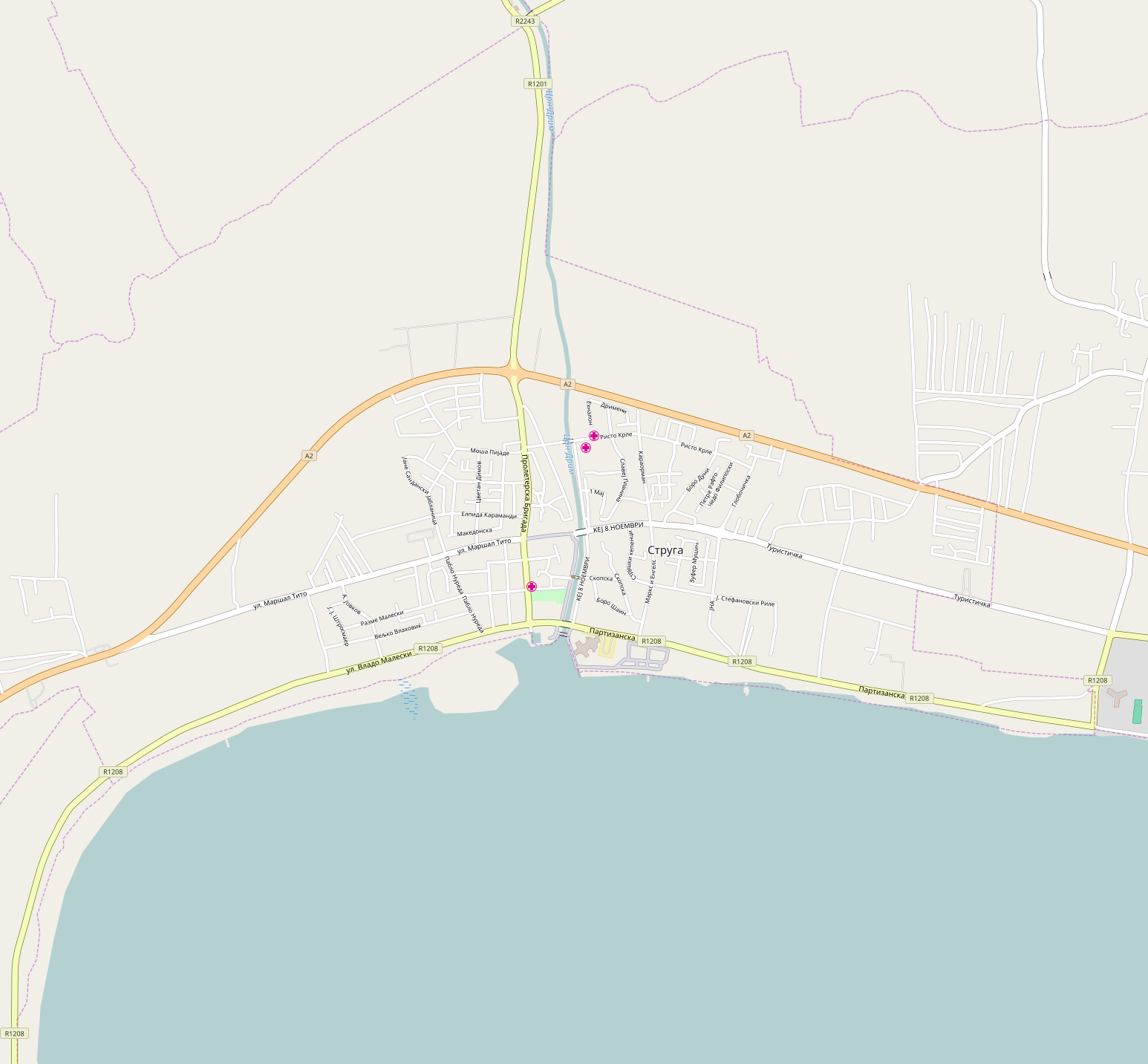
Straßenkarte von Struga

Bereits in der Antike führte über den Drin-Ausfluss eine Handels- und Militärstraße, welche die Römer 146 v. Chr. zur Via Egnatia ausbauten, die Byzantion (Konstantinopel) mit der Adriaküste (bei Dyrrhachium und Apollonia) und weiter über die Via Appia mit Rom verbinden sollte. Verschiedene Völker, Staaten und Armeen nutzten sie rege in den folgenden Jahrtausenden.
Heute entspricht die Via Egnatia bei Struga teilweise der Streckenführung der Europastraße 852, welche die albanische Hauptstadt Tirana mit Ohrid verbindet. Diese liegt zum Teil im Paneuropäischen Verkehrskorridor VIII, einer Verkehrsachse der Europäischen Verkehrsministerkonferenz.
Konkret umrundet diese Straße heute das Stadtgebiet von Struga nördlich als nordmazedonische A2. Die A2 verbindet die A1 bei Skopje mit dem nordmazedonisch-albanischen Grenzübergang bei Qafë Thana, südwestlich von Struga, und ist von Skopje bis Gostivar als vierspurige Autobahn und weiter als zweispurige Schnellstraße ausgebaut. Zwischen Kičevo und Ohrid (Struga) wird seit 2014 an einer vierspurigen Autobahn gebaut (Stand: 2023), diese Strecke soll Ende 2023 oder Anfang 2024 eröffnet werden.
Im Norden der Stadt befindet sich an der A2 ein großer Kreisverkehr. Dort zweigen die Regionalstraße R1201 Richtung Norden nach Debar und die Straße „Proleterska Brigada“ Richtung Süden zur Innenstadt und zum See hin ab.
Struga wird ebenso südlich entlang des Ohridseeufers durch die Regionalstraße R1208 umfahren, welche Radožda mit Ohrid verbindet. Diese wird oft „Alte Straße Ohrid-Struga“ genannt.

### Flugverkehr
Nur sieben Kilometer östlich der Stadt Richtung Skopje an der A2 liegt auf dem Gebiet der Opština Debarca bei Gorenci der 1952 eröffnete Flughafen Ohrid, der den Namen von Paulus von Tarsus trägt und jährlich über 2.600 Flugbewegungen verzeichnet und über 300.000 Passagiere abfertigt (Höchststand 2019). Der Flughafen Tirana ist rund 130 Kilometer und der Flughafen Skopje etwa 200 Kilometer entfernt.

### (Geplanter) Schienenverkehr
2021 fassten die nordmazedonische und die albanische Regierung das Ziel, bis zum Jahr 2030 eine Eisenbahnverbindung von Kičevo nach Struga und zum albanischen Lin zu bauen. Bis 1966 führte eine Schmalspurbahn von Skopje und Kičevo nach Ohrid.

### Öffentlicher Verkehr
Struga, Ohrid und die umliegenden Orte sind mit einem guten Busstreckennetz verbunden. Darüber hinaus führen Busverbindungen in viele Landesstädte (vor allem Skopje und Bitola), in ausländische Ferienorte (Durrës, Vlora, Thessaloniki, Istanbul und Burgas), nach Westeuropa (Zürich, Wien, München, Köln, Berlin und Kopenhagen) sowie in andere europäische Großstädte (Belgrad, Sofia, Sarajevo, Athen und Tirana). Die westeuropäischen Städte sind vor allem Ziel der großen albanischen Diaspora-Gemeinde.

### Schifffahrt
Die Seeschifffahrt beschränkt sich auf private Unternehmungen. Noch vor dem Drin-Ausfluss gibt es am östlichen Seeufer eine Anlagestelle für Schiffe und Boote. Diese wird insbesondere im Sommer von kleineren Linienschiffen aus Ohrid und seit 2020 aus Pogradec angefahren.

## Persönlichkeiten

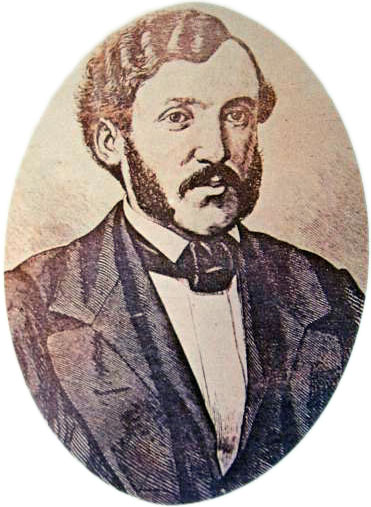
Konstantin Miladinow (1830–1862)

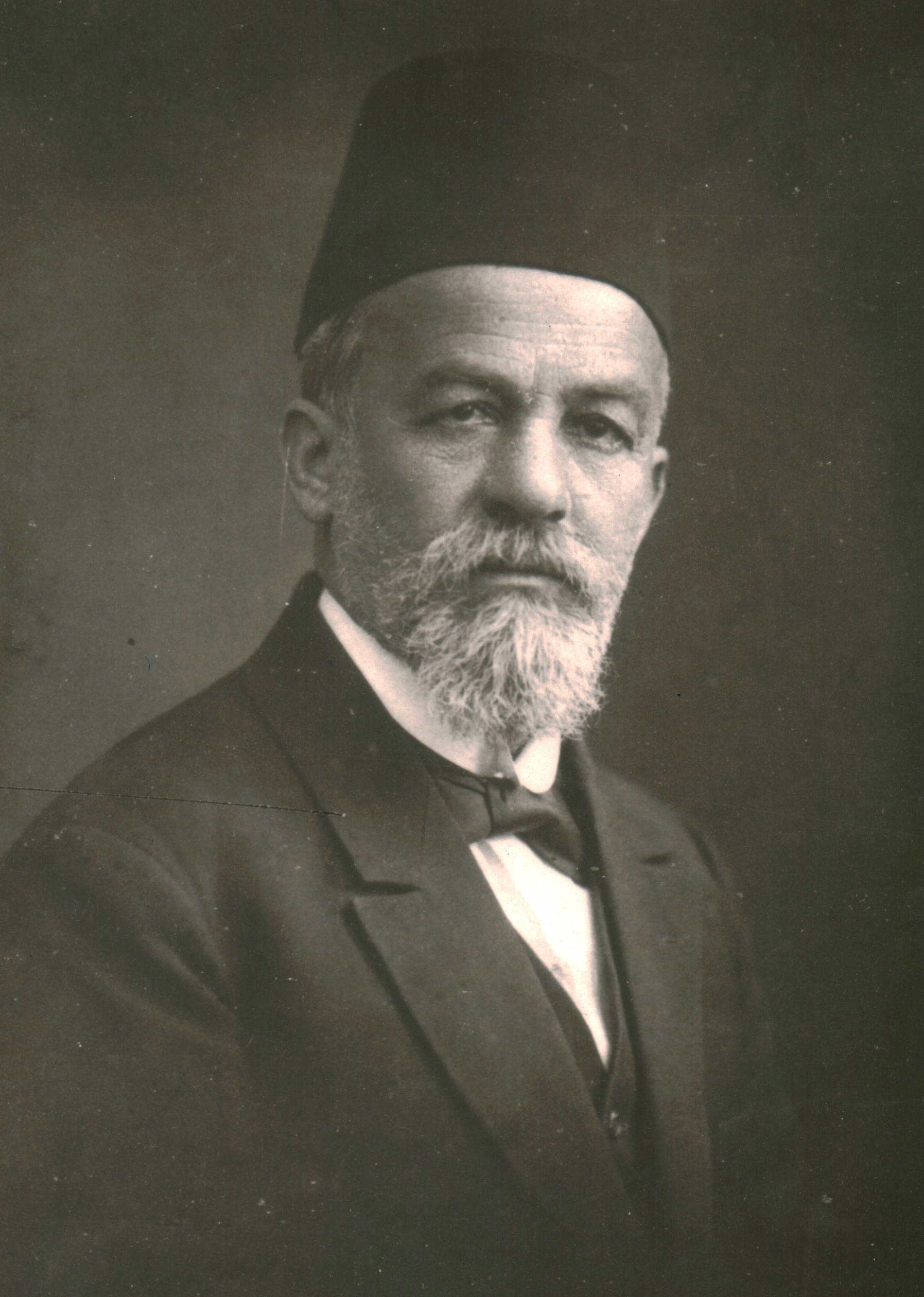
Ibrahim Starova (1865–1945), Porträtfoto von 1918

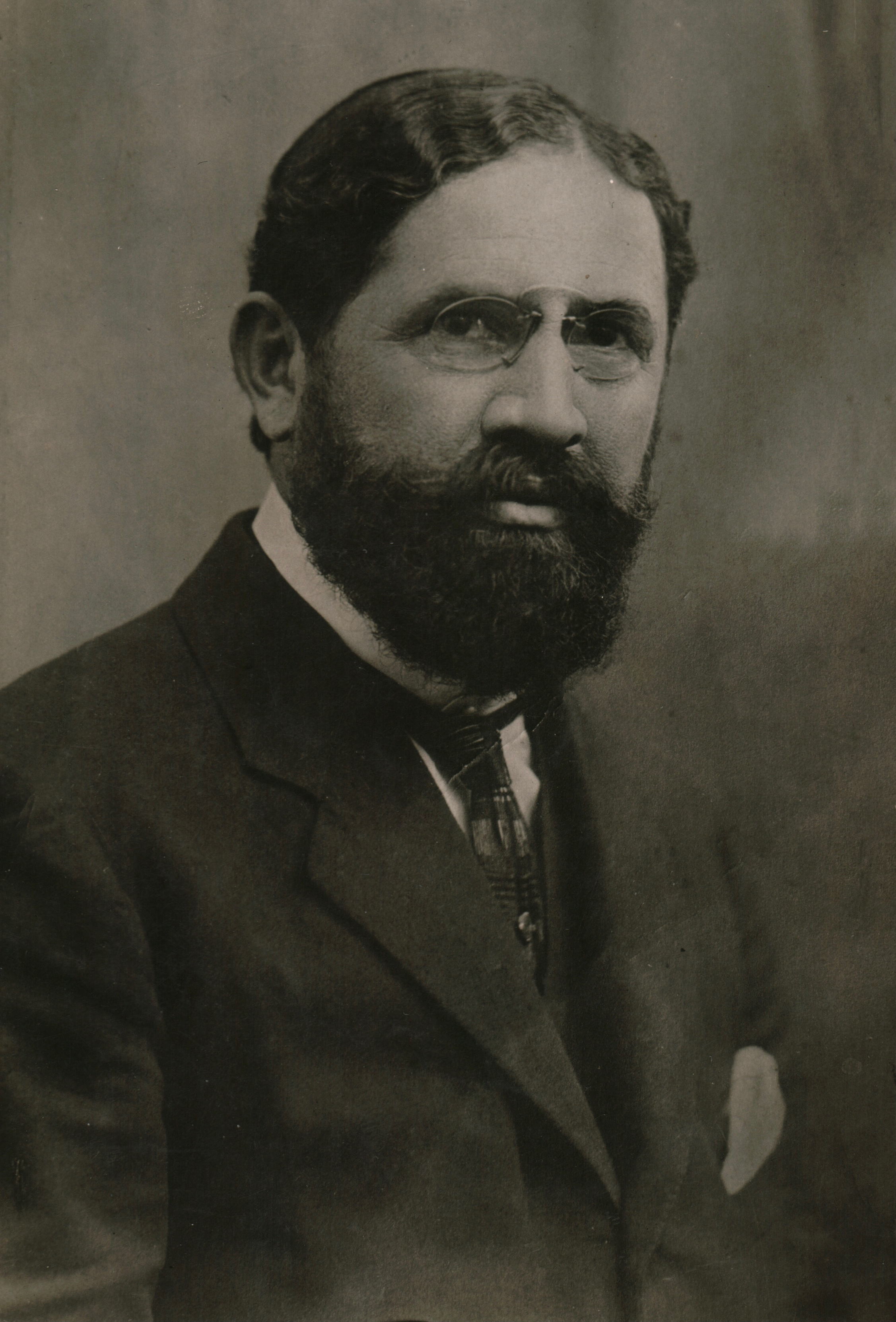
Dervish Hima (1873–1928), Porträtfoto aus den 1920ern

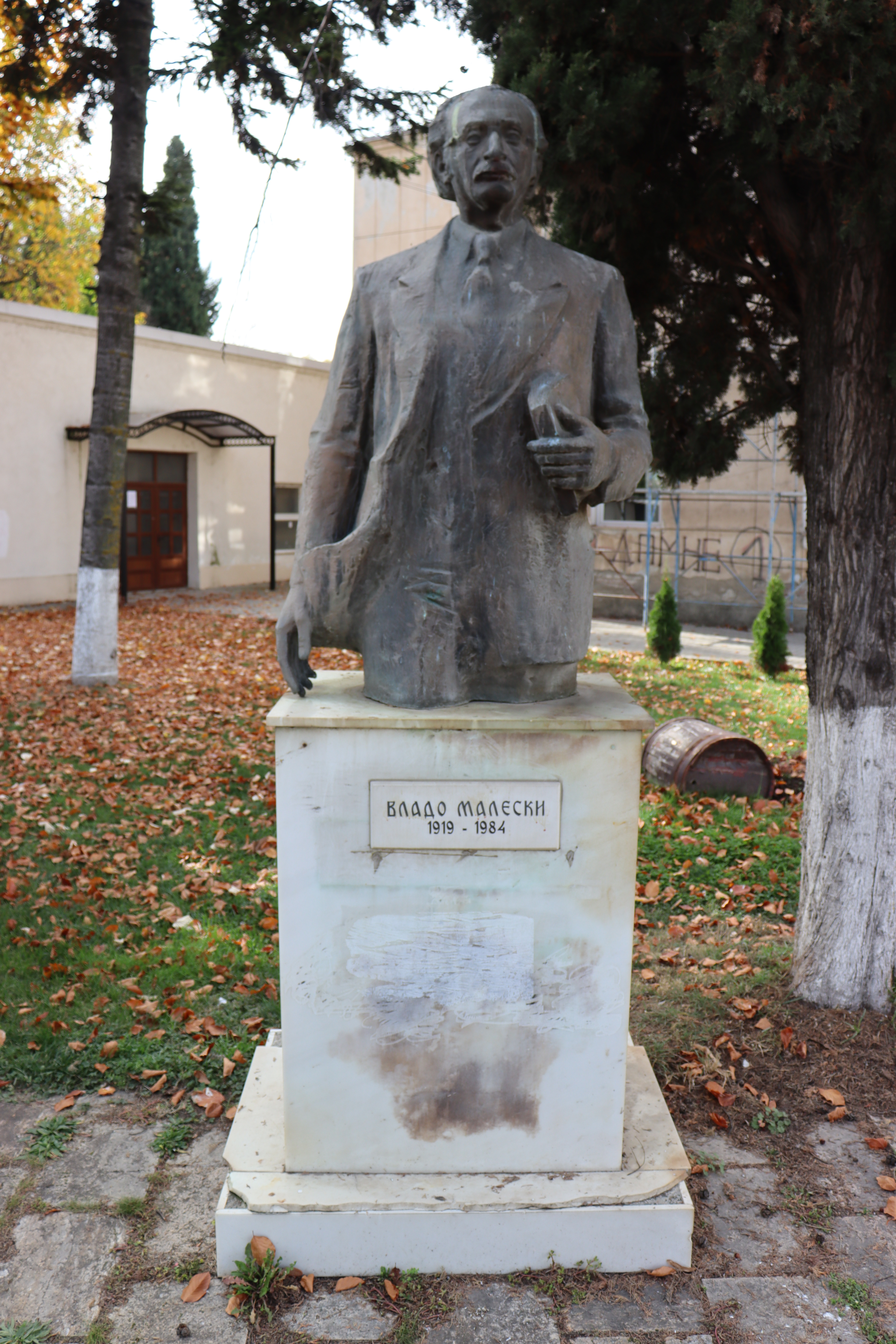
Vlado Maleski (1919–1984), Statue in Struga

### Söhne und Töchter der Stadt
- Dimitar (1810–1862) und Konstantin Miladinow (1830–1862), Poeten und Folkloristen
- Kalistrat Zografski (1821–1914), christlich-orthodoxer Komponist, Chorsänger, Reformer der christlich-orthodoxen Musik und Abt im Kloster Zografou
- Tsarevna Miladinova (1856–1934), Pädagogin
- Ibrahim Starova (1865–1945), Intellektueller, Politiker und Jungtürke
- Nikola Mouschmow (1869–1942), Historiker und Numismatiker
- Nuri Sojliu (1870/72–1940/47), Politiker und Gründervater Albaniens
- Christo Matow (1872–1922), Folklorist, Philologe und Revolutionär
- Dervish Hima (1873–1928), Politiker, Publizist, Diplomat und Gründervater Albaniens
- Myrteza Ali Struga (1878–1937), Politiker und Gründervater Albaniens
- Dimitar Nestorov (1890–1968), Politiker und Soziologe
- Mustafa Baruti (19. Jahrhundert), Politiker und Gründervater Albaniens
- Konda Bimbaša (19. Jahrhundert), Militär
- Risto Krle (1900–1975), Dramatiker
- Vangel Kodžoman (1904–1994), Maler
- Vlado Maleski (1919–1984), Schriftsteller und Autor der mazedonischen Nationalhymne
- Edip Ohri (1926–2017), Abgeordneter sowie Kommandant der Luftstreitkräfte Albaniens 1951–1975
- Mimoza Nestorova-Tomić (* 1929), Architektin und eine der Hauptplanerinnen des Wiederaufbaus nach dem Skopje-Erdbeben 1963
- Safet Zhulali (1944–2002), Politiker, Abgeordneter im Parlament Albaniens und Verteidigungsminister Albaniens
- Mersin Pollozhani (* 1945), Politiker und erster Abgeordneter im Parlament Mazedoniens aus der Region Struga (1989–1997)
- Ramiz Merko (* 1957), Politiker und mehrmaliger Bürgermeister von Struga
- Veselin Vuković (* 1958), Handballspieler und -trainer
- Mirče Klečkaroski (* 1959), Dichter
- Haxhi Dauti (* 1960), Rocksänger
- Lazo Lipovski (* 1966), Fußballtorwart und -manager
- Skifter Etemi (* 1968), Volksmusiksänger
- Rubin Zemon (* 1970), balkanägyptischer Ethnologe, Politiker und mazedonischer Parlamentsabgeordneter
- Mirdi Limani (* 1975), Kickboxer
- Ilče Pereski (* 1976), Fußballspieler
- Igor Mitreski (* 1979), Fußballspieler
- Naumče Mojsovski (* 1980), Handballspieler
- Agim Shaqiri (* 1980), Politiker und Abgeordneter im Parlament Nordmazedoniens
- Mirsad Mijadinoski (* 1981), Fußballspieler
- Zlatko Mojsoski (* 1981), Handballspieler und -trainer
- Veliče Šumulikoski (* 1981), Fußballspieler
- Daniel Kajmakoski (* 1983), Sänger und Songwriter
- Nikolce Klečkarovski (* 1983), Fußballspieler
- Fatos Lumani (* 1983), Komponist
- Mihajlo Ristovski (* 1983), Schwimmer
- Zlatko Daskalovski (* 1984), Handballspieler
- Robertina Mečevska (* 1984), Handballspielerin
- Ardit Shaqiri (* 1985), Fußballspieler
- Arjeta Zuta (* 1986), Sängerin und Songwriterin
- Velko Markoski (* 1986), Handballspieler
- Nijaz Lena (* 1986), Fußballspieler
- Milorad Kukoski (* 1987), Handballspieler
- Krste Velkoski (* 1988), Fußballspieler
- Goce Ojleski (* 1989), Handballspieler
- Flamur Tairi (* 1990), Fußballspieler
- Egzon Belica (* 1990), Fußballspieler
- Nikola Markoski (* 1990), Handballspieler
- Elena Gjeorgjievska (* 1990), Handballspielerin
- Nikola Kosteski (* 1992), Handballspieler
- Marko Neloski (* 1996), Handballspieler
- Mario Tankoski (* 1998), Handballspieler
- Eliona Qira (* 1998), Sängerin
- Damjan Misa (* 2000), Basketballspieler
- Nenad Kosteski (* 2001), Handballspieler

### Mit der Stadt verbundene Personen
- Qazim Bey Vlora, geboren 1893 in Istanbul, Sohn und Sekretär des Gründervaters Albaniens, Ismail Qemali, gestorben 1953 in Struga
- Pajtim Kasami (* 1992 in Andelfingen ZH), Schweizer Fußballnationalspieler 2013–2016 mit Herkunft aus der Region Struga
- Nora Bekteshi (* 1992 in Priština), Sängerin mit Herkunft aus der Region Struga

### Albanisch- und mazedonischsprachige Literatur
- Sobranieto na opština Struga: Struga i Struško. istorija, stopanstvo, kultura, umetnost, obrazovanie, zdravstvo, fizička kultura. Struga 1970 (mazedonisch, 438 S.).
- Cvetan Grozdanov, Dimče Koco: Археолошка карта на Република Македонија (Arheološka karta na Republika Makedonija). Hrsg.: Mazedonische Akademie der Wissenschaften und Künste. Skopje 1996, ISBN 9989-649-28-6, S. 389–400 (mazedonisch).
- Nebi Dervishi: Etnokultura e Fushëgropës së Ohrit. Çabej, Tetovo 2005, ISBN 9989-150-37-0 (albanisch, 370 S.).

### Reiseführer
- Risto Pljakoski: Struga. Führer durch die Stadt und durch die Umgebung. Goce Delčev, Struga 1982 (serbisch, 70 S.).

### Offizielle und touristische Websites
- Internetpräsenz der Opština Struga: albanisch und mazedonisch
- Struga auf der Tourismus-Werbeseite „North Macedonia Timeless“ der nordmazedonischen Regierung (englisch)
- Struga auf der privaten Tourismus-Werbeseite „Discovering Macedonia“ (englisch)
- Alte Internetseite über die Stadt Struga von Privaten (englisch)

### Zeitungsartikel
- Die «Republik Struga» - nur Bauernfängerei?. In: Neue Zürcher Zeitung vom 27. September 2004.
- Michael Hug: Idylle: Frühling im Herzen des Balkans. In: Luzerner Zeitung vom 19. Februar 2017.
- Ferry Batzoglou: „Mazedonien ist mein Land, Albanien unsere Mutter“. In: Wiener Zeitung vom 1. Mai 2017.